# Freer Gallery of Art
Die Freer Gallery of Art ist ein bedeutendes Kunstmuseum und Teil der Smithsonian Institution. Die Sammlung umfasst Kunst aus Ostasien (China, Korea, Japan), Südasien, Indien, Südostasien, Ägypten, Griechenland, dem antiken Vorderasien, sowie amerikanische Werke. Gemeinsam mit der Sackler Gallery bildet die Freer Gallery die Smithsonian Museums of Asian Art. Die Galerie öffnete 1923 für die Öffentlichkeit. Sie befindet sich an der Südseite der National Mall in Washington, D.C.

## Geschichte
Die Galerie wurde von Charles Lang Freer (1854–1919), einem Hersteller von Eisenbahnwaggons aus Detroit, der den Vereinigten Staaten seine Sammlungen und die finanziellen Mittel für den Bau des Gebäudes schenkte, begründet. Die im italienischen Renaissance-Stil gestaltete Galerie wurde mit Granit und Marmor gebaut. Sie war von den italienischen Palazzi, die Freer bei seinen Reisen gesehen hatte, beeinflusst und vom amerikanischen Architekten Charles A. Platt entworfen. Als sie 1923 eröffnet wurde, war sie das erste Museum des Smithsonian, das sich den bildenden Künsten widmete. Das Freer war auch das erste Smithsonian Museum das aus dem Vermächtnis eines privaten Sammlers entstand. Bedingung für die Schenkung war, das Freer bis zu seinem Tod die volle Kontrolle über die Sammlung behielt. Das Smithsonian zögerte zuerst aufgrund der Auflage, aber die Fürsprache von Präsident Teddy Roosevelt wurde das Projekt durchgeführt. In den folgenden Jahren wuchs die Sammlungen, durch Schenkungen und Ankäufe, auf nahezu die dreifache Größe von Freers Vermächtnis.
Die Pflege der Sammlung begann schon, bevor das Museum existierte, als Charles Lang Freer den japanischen Gemälderestaurator zur Pflege seiner Werke und zur Vorbereitung auf ihre spätere Heimat als Teil der Smithsonian Institution einstellte. 1932 stellte die Freer Gallery of Art einen hauptberuflichen, japanischen Restaurator ein und schuf damit das spätere East Asian Painting Conservation Studio. Das Fachlabor und der erste Einsatz von wissenschaftlichen Methoden beim Studium der Kunst am Smithsonian begannen 1951, als der Chemiker Rutherford J. Gettens vom Fogg Art Museum an der Harvard University zur Freer Gallery wechselte. Das East Asian Painting Conservation Studio und das Labor wurden 1990 zur Abteilung Conservation & Scientific Research zusammengelegt.
Die Freer Gallery ist auch eine bedeutende Forschungseinrichtung. Das Archiv der Freer Gallery umfasst unter anderem den umfangreichen Nachlass des in Persepolis, Pasargadae, Samarra, Paikuli und an vielen anderen Orten tätigen bedeutenden Archäologen und Ausgräbers Ernst Herzfeld (1879–1948), den persönlichen Nachlass von Charles Lang Freer, sowie umfangreiche Dokumente aus dem Nachlass des Archäologen Myron B. Smith (1897–1970) und einen Großteil des Nachlasses von Fotografien von Antoin Sevruguin (c.1830–1933).

## Sammlungen

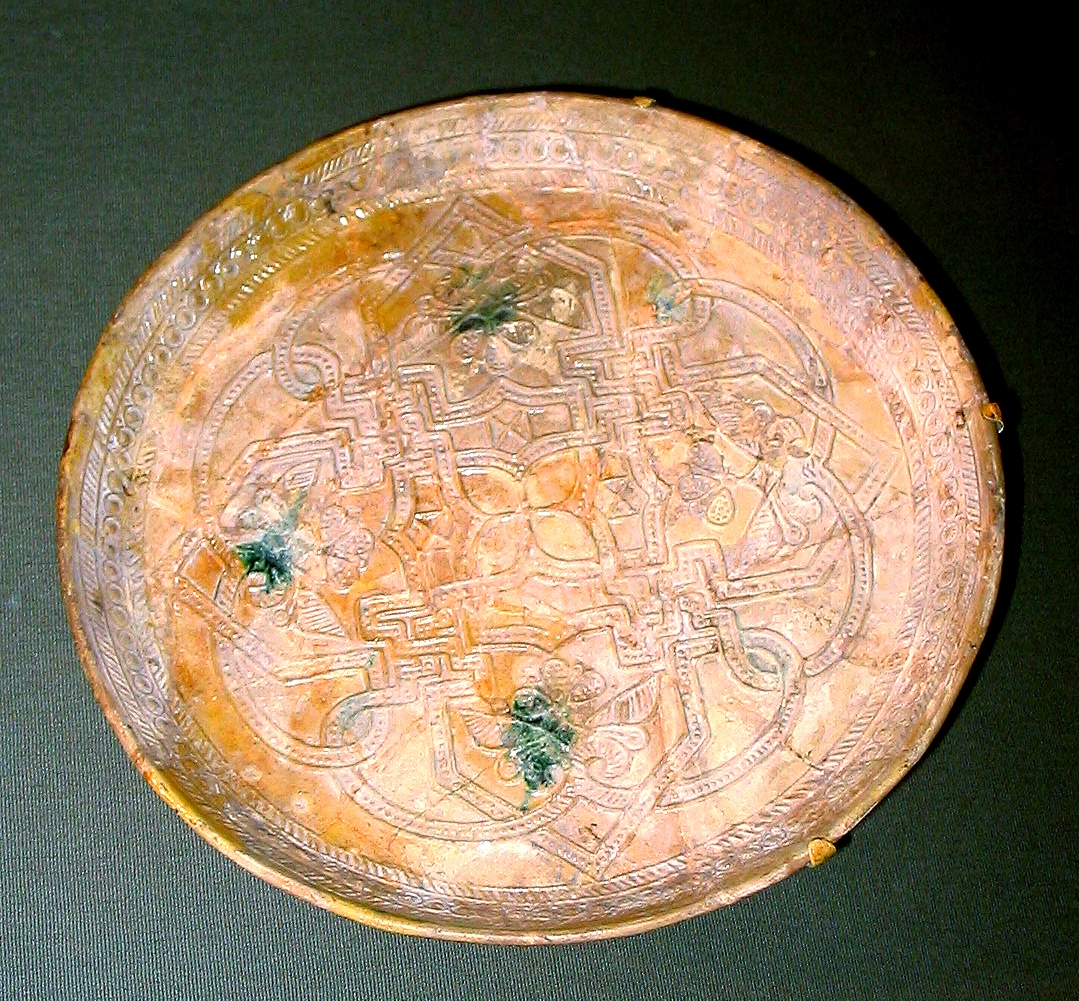
Steingutteller aus dem Abbasiden-Reich.

Zu den Favoriten der Besucher zählen Chinesisches Porzellan und Chinesische Malerei, koreanisches Porzellan und Steingut, antike ägyptische und vorderasiatische archäologische Objekte, japanische Wandschirmen, indischen und persischen Manuskripten und buddhistischen Skulpturen aus verschiedenen Regionen und Zeitaltern. Die Kunstwerke der Galerie reichen von der Jungsteinzeit bis zu Modernen Kunst, mit einer Vielzahl von bemalten Kunstwerken vor allem aus Song-Dynastie, Ming-Dynastie und Qing-Dynastie Chinas.
Ein Höhepunkt der Arbeiten von James McNeill Whistler ist das Pfauen-Zimmer, ein für den britischen Reeder Frederick Richards Leyland entworfenes Speisezimmer. Im Jahr 1876 dekorierte Whistler den Raum reich mit einem blau-goldenen Pfauenmuster. Nach dem Tod des Besitzers kaufte Freer das komplette Zimmer auf, verschiffte es in die Vereinigten Staaten und stellte es in der Freer Gallery aus.

## Galerie

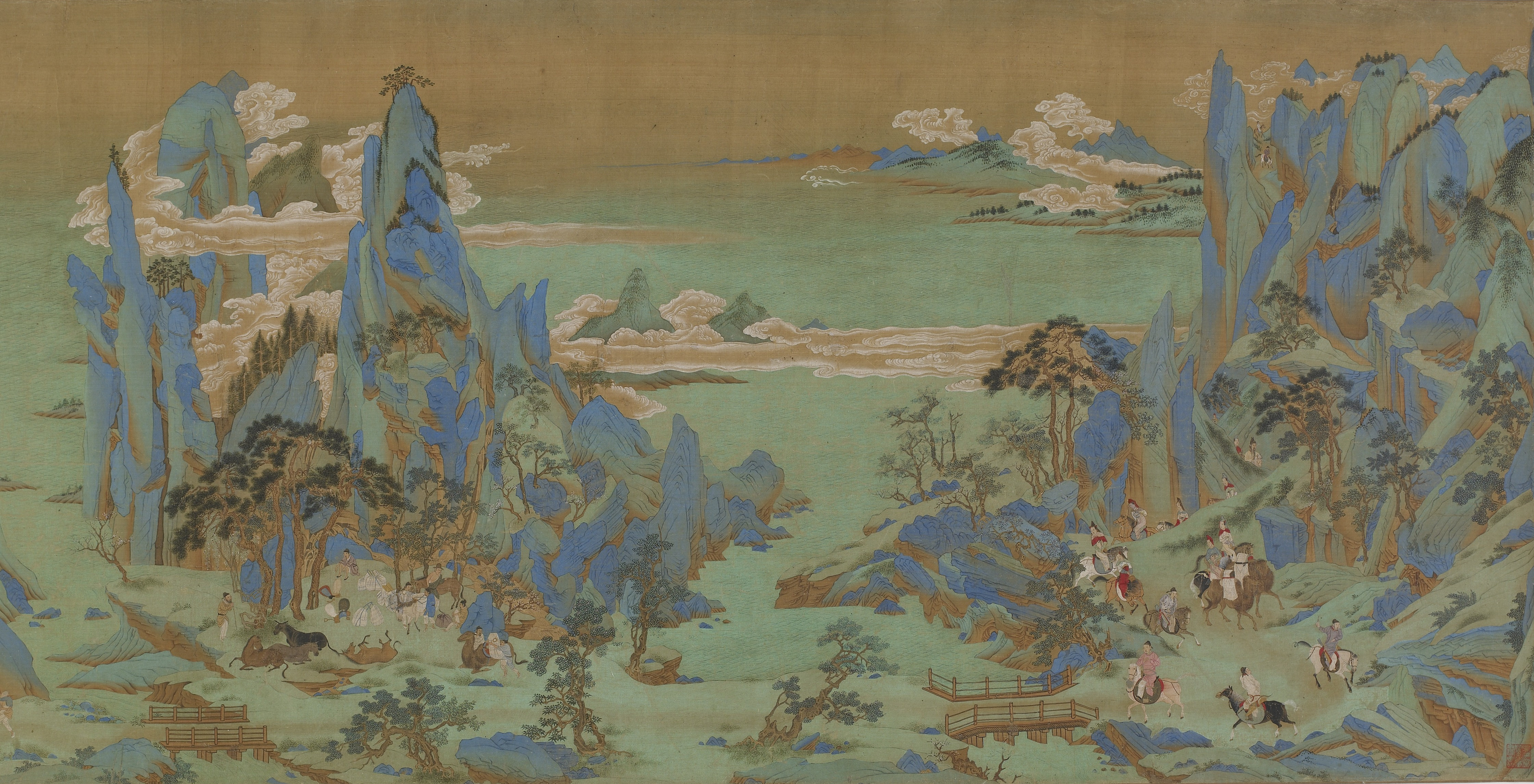
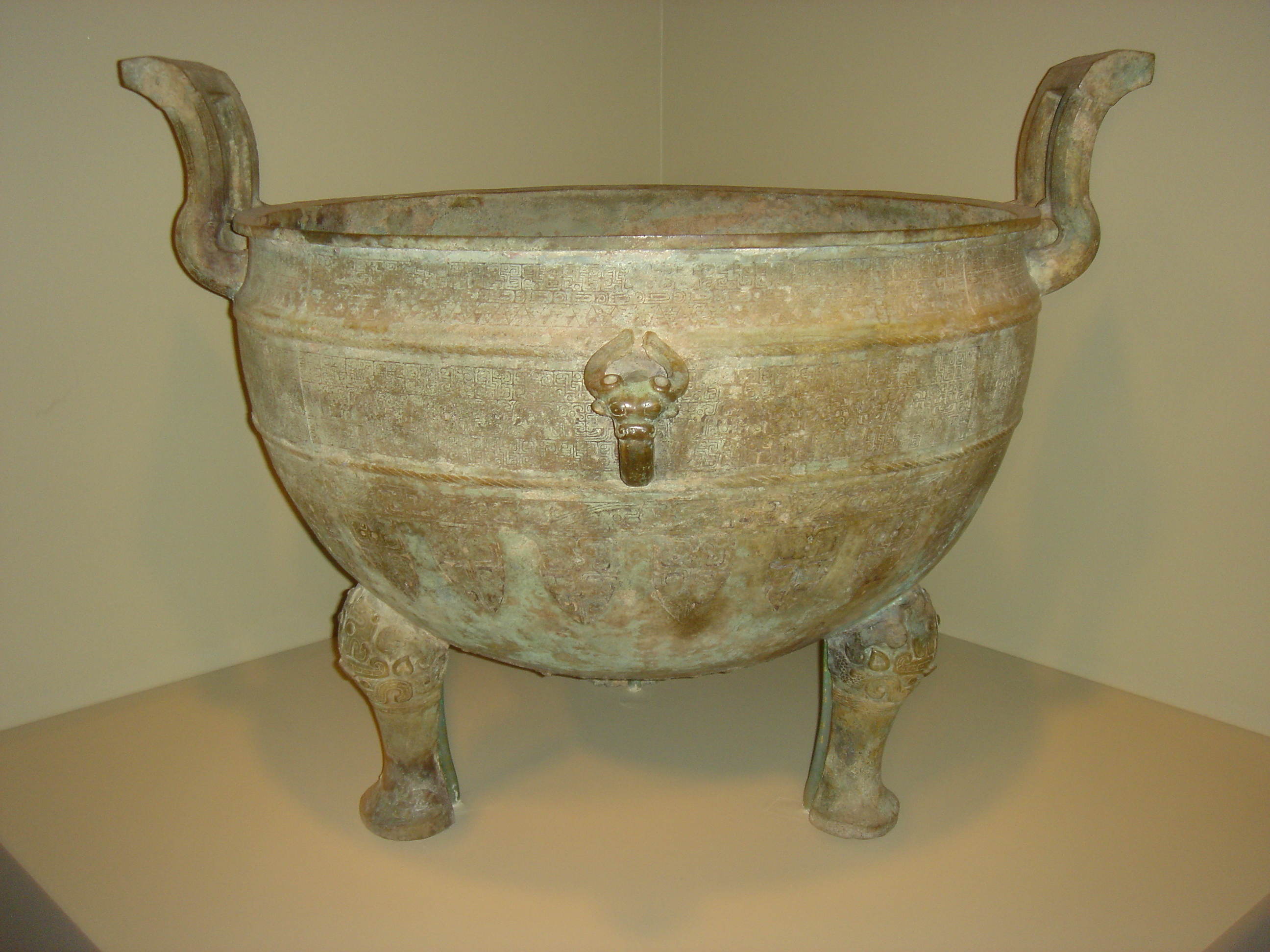
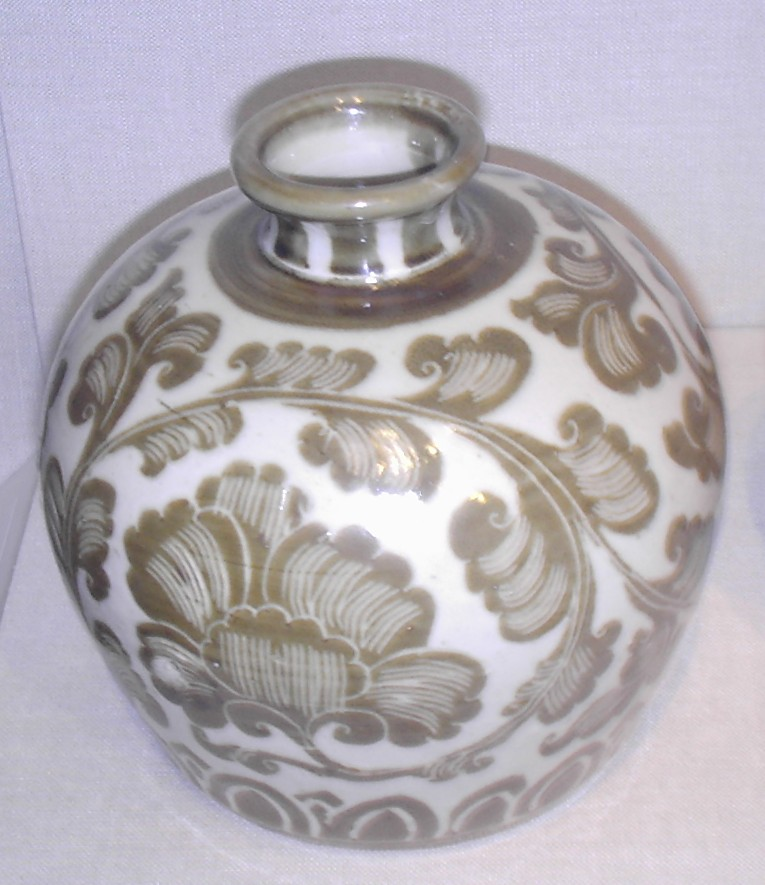
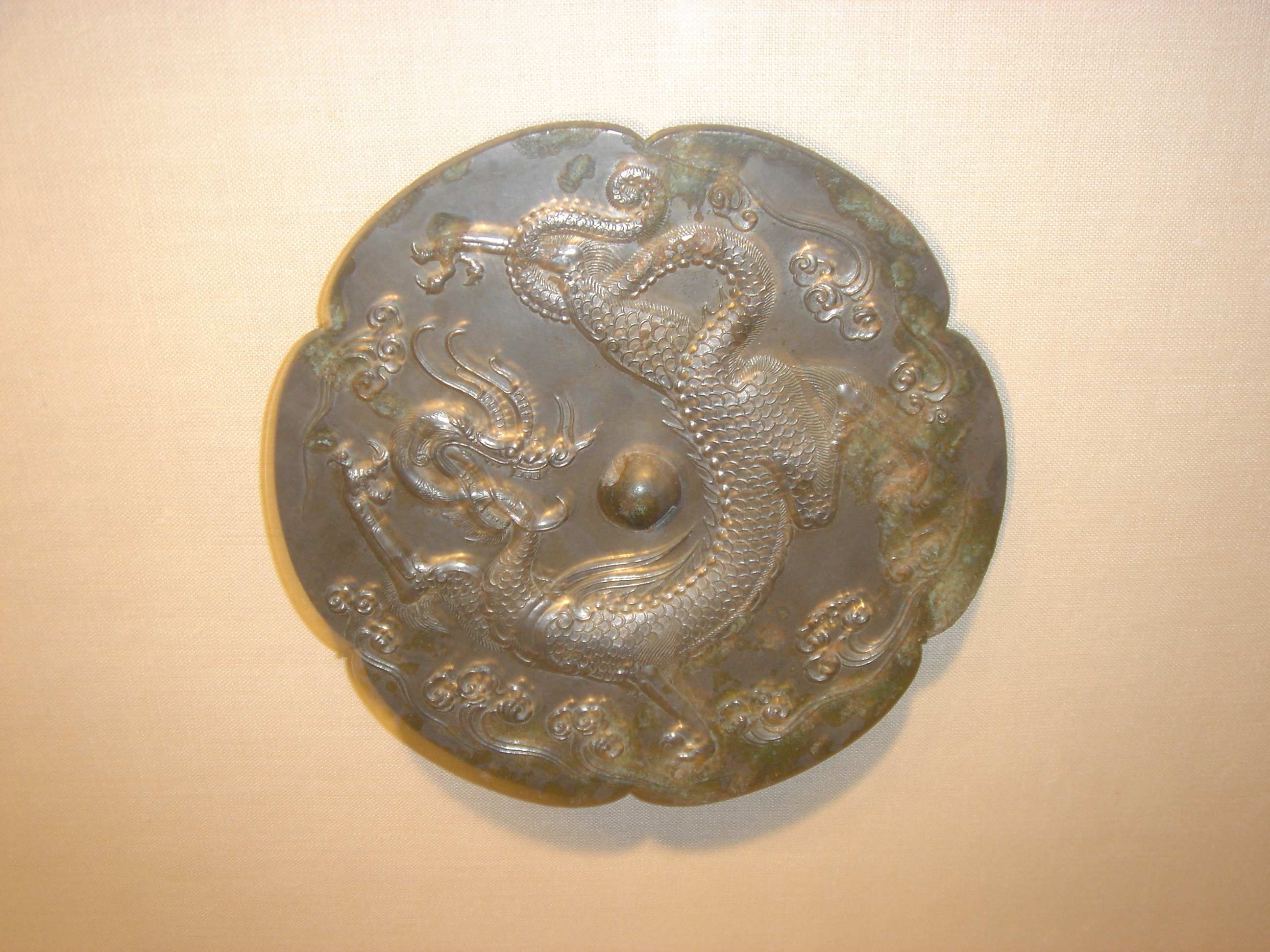
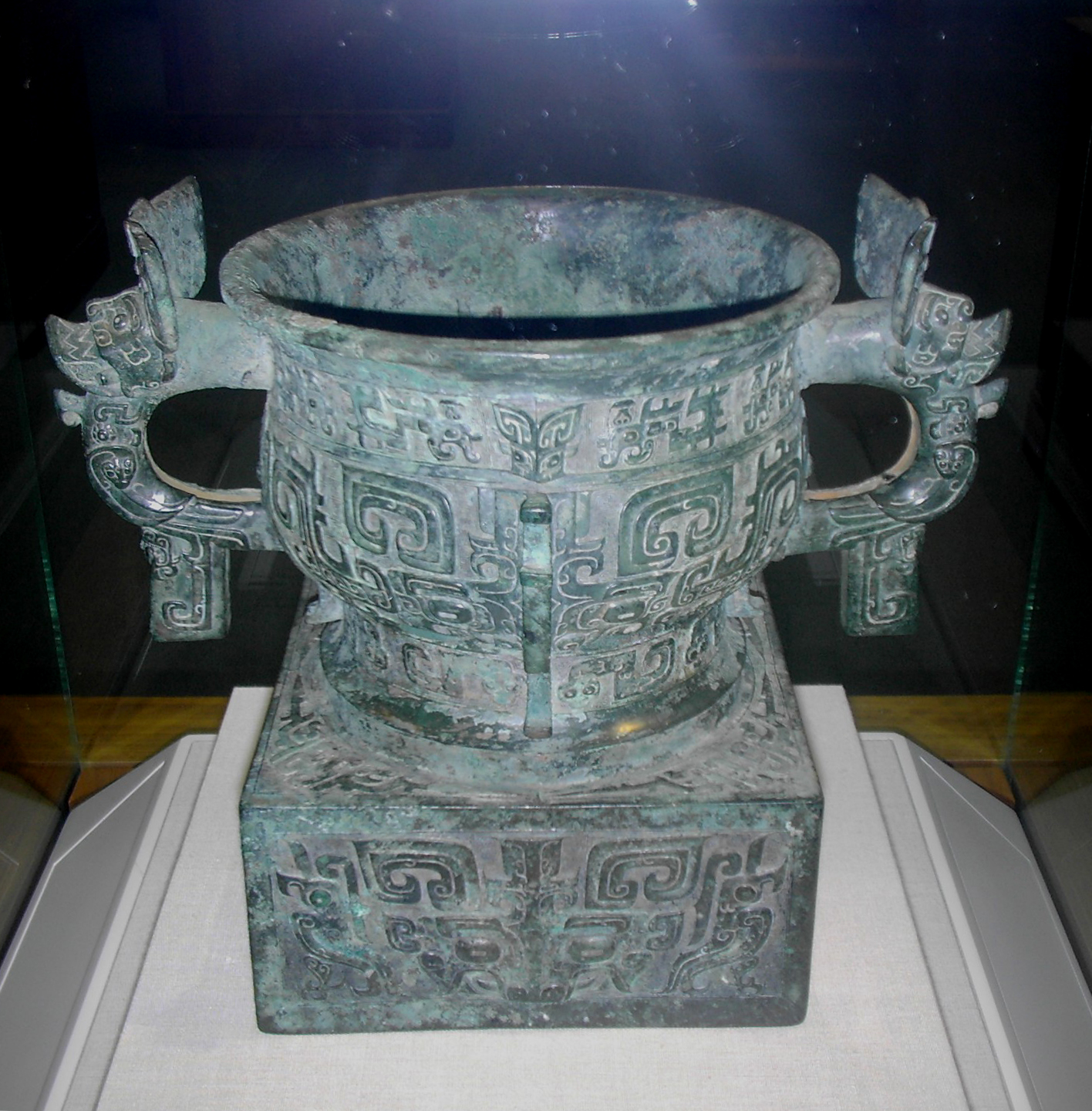
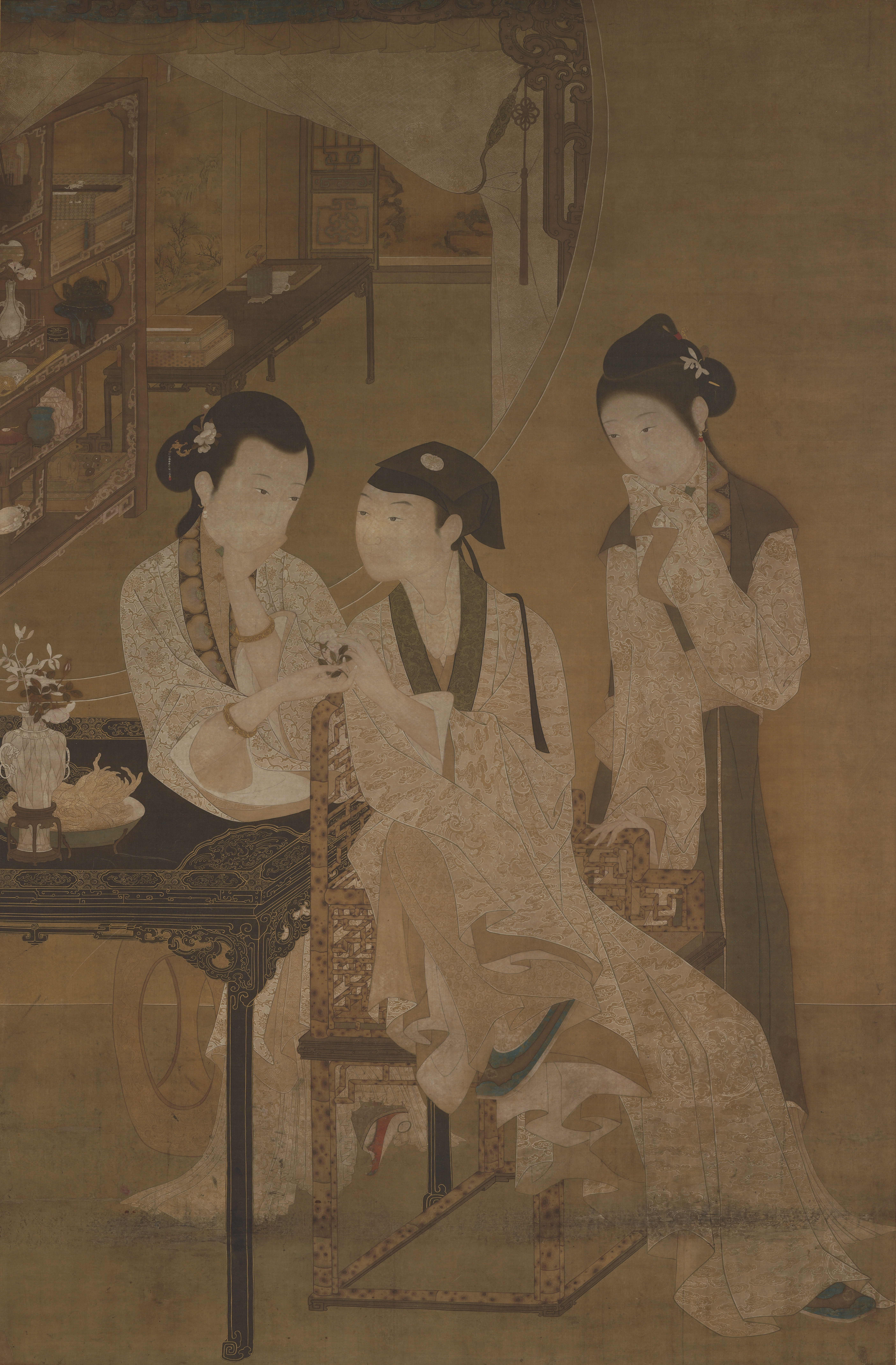
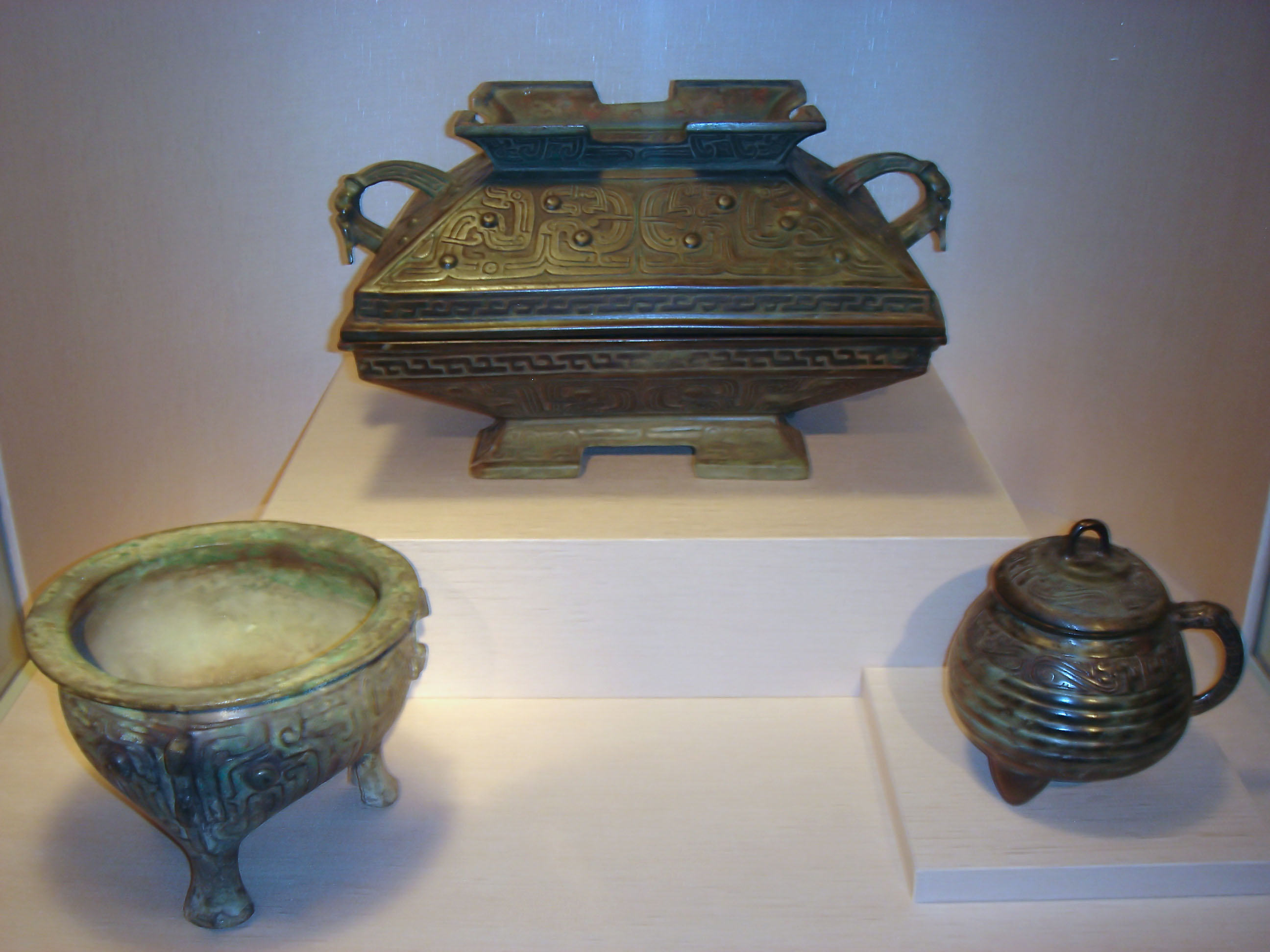
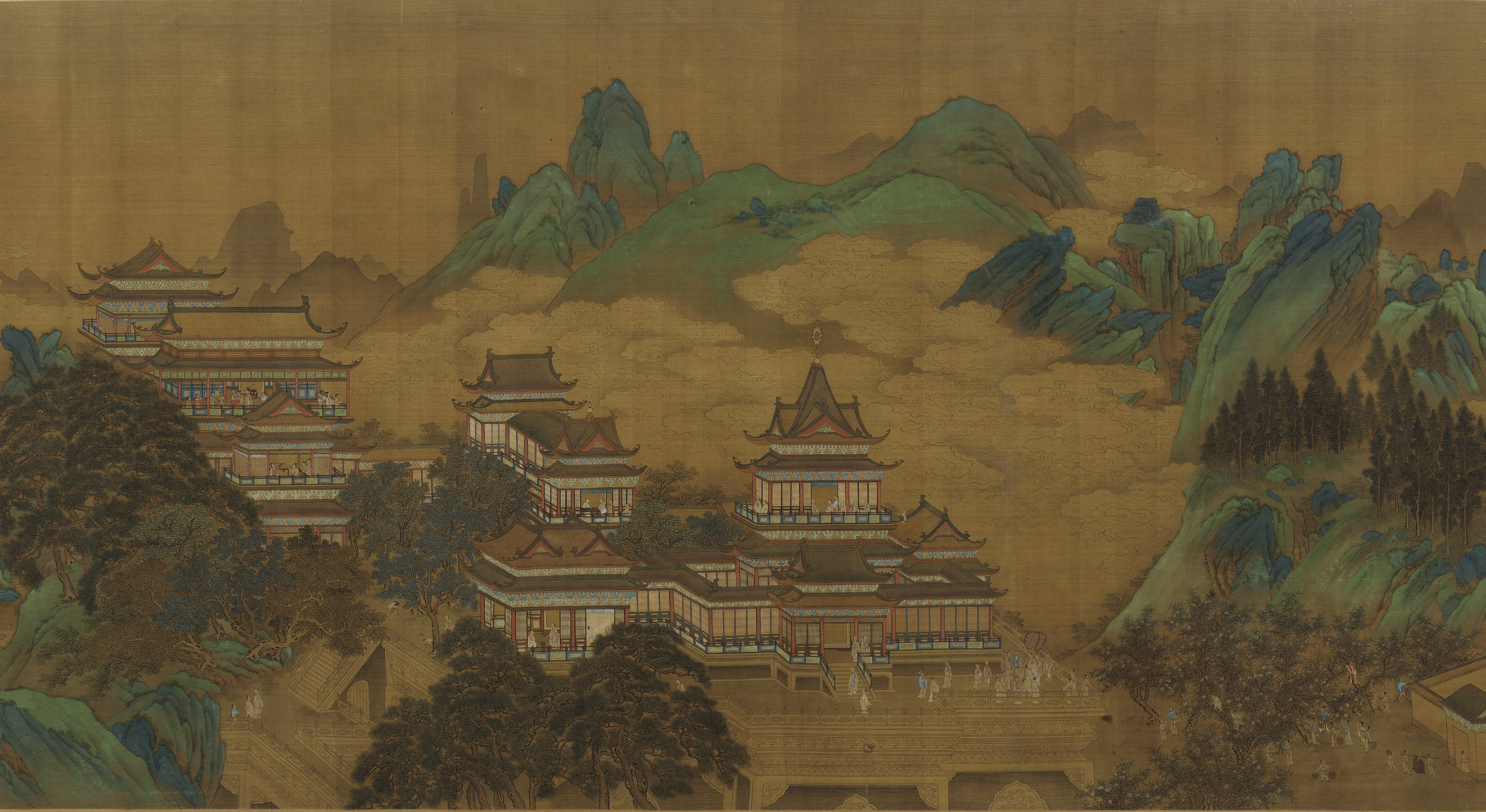
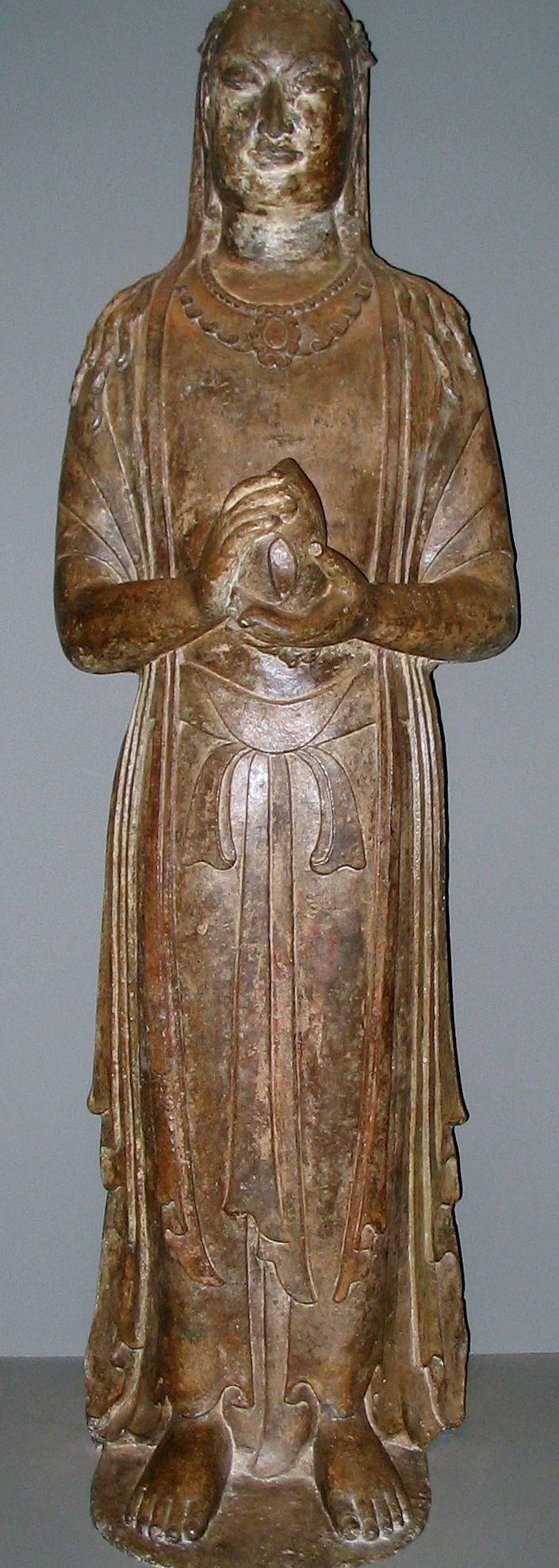
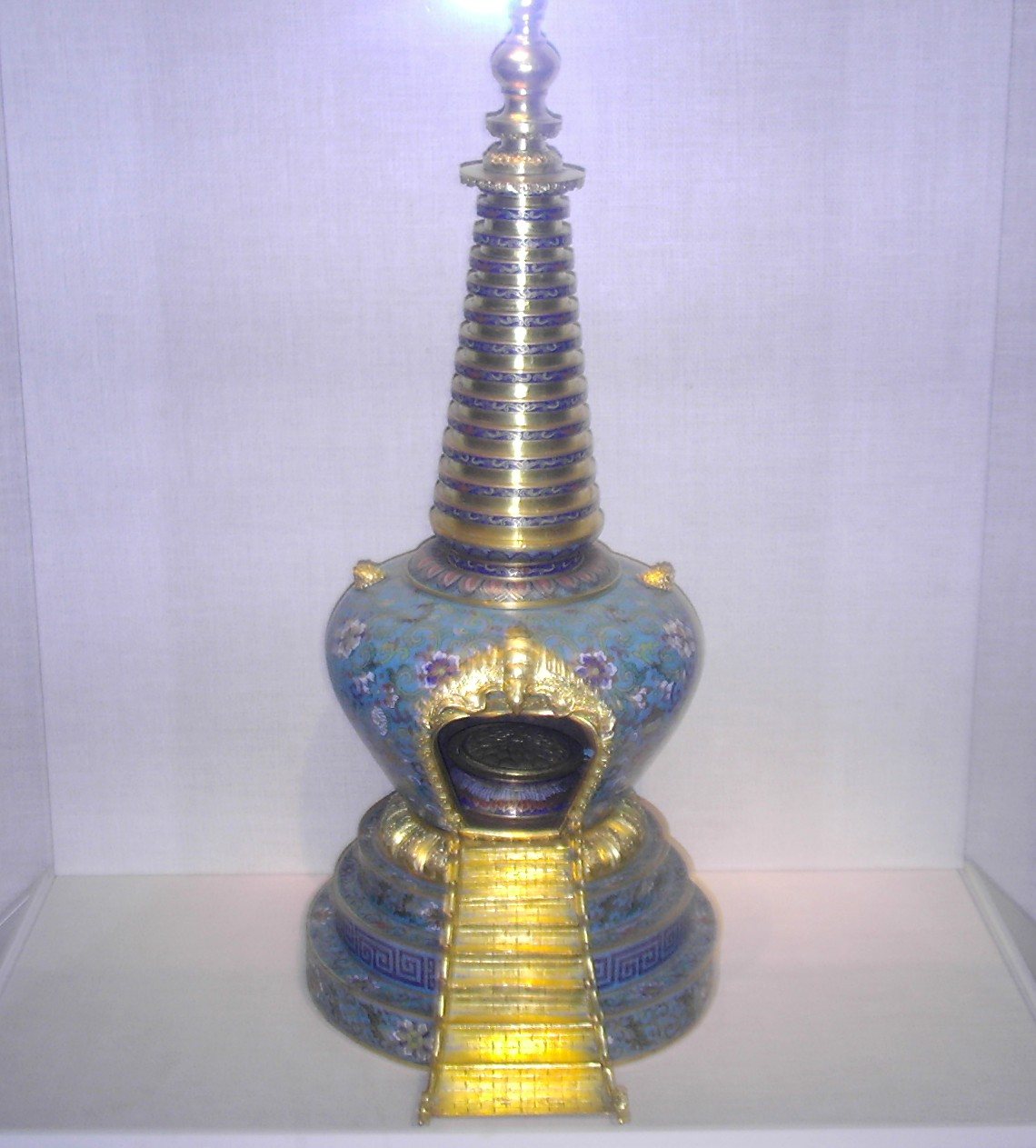
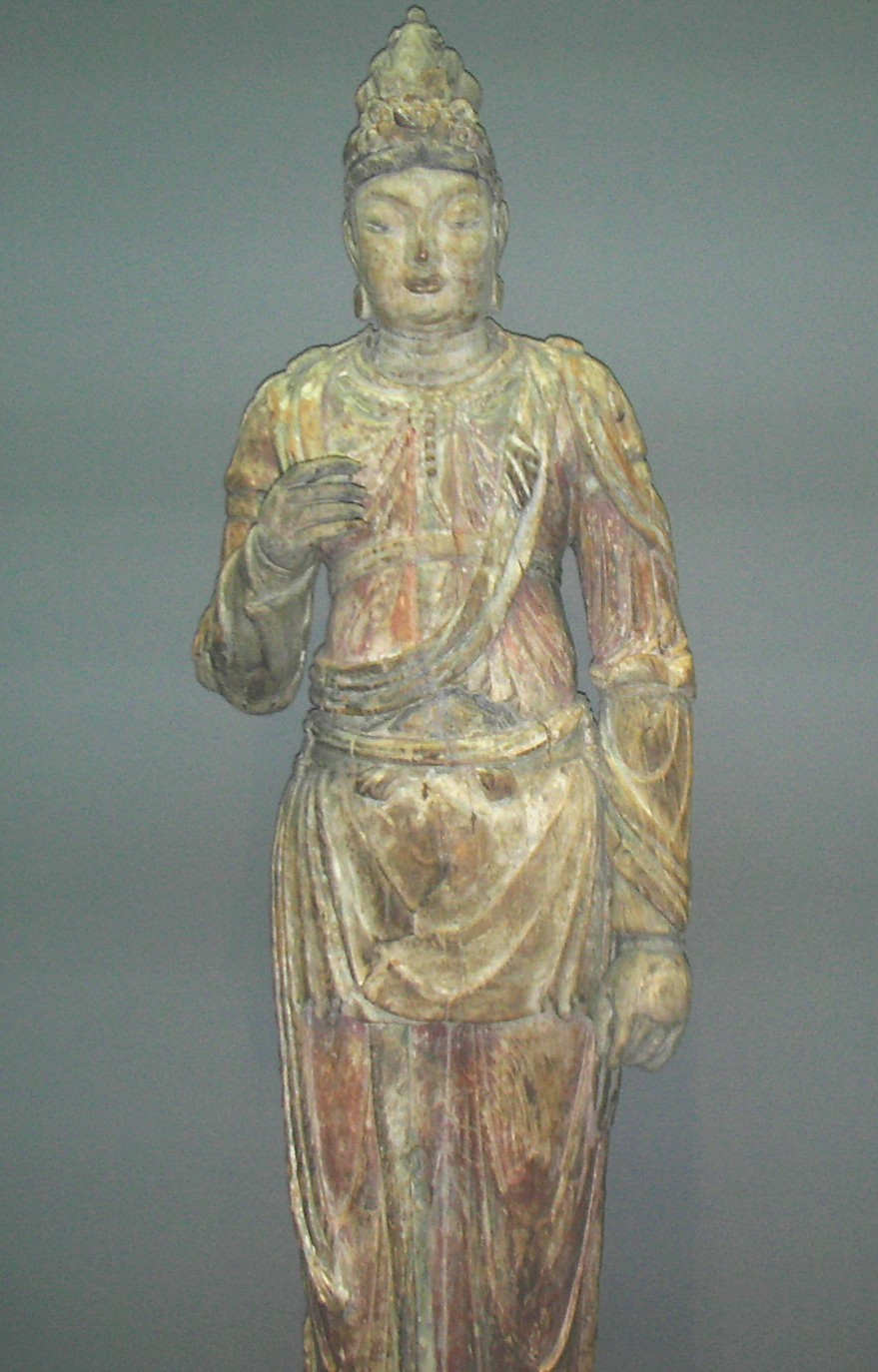
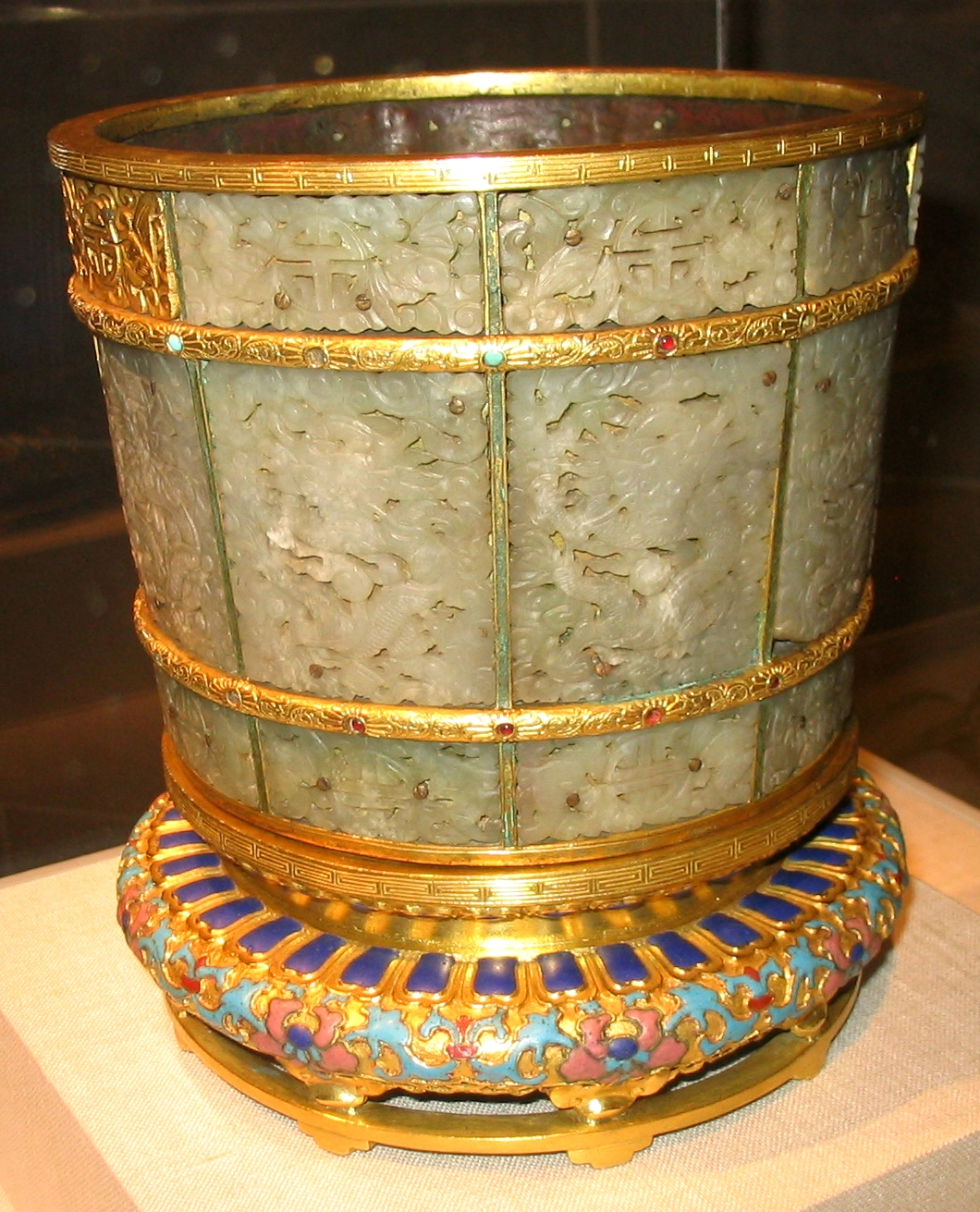

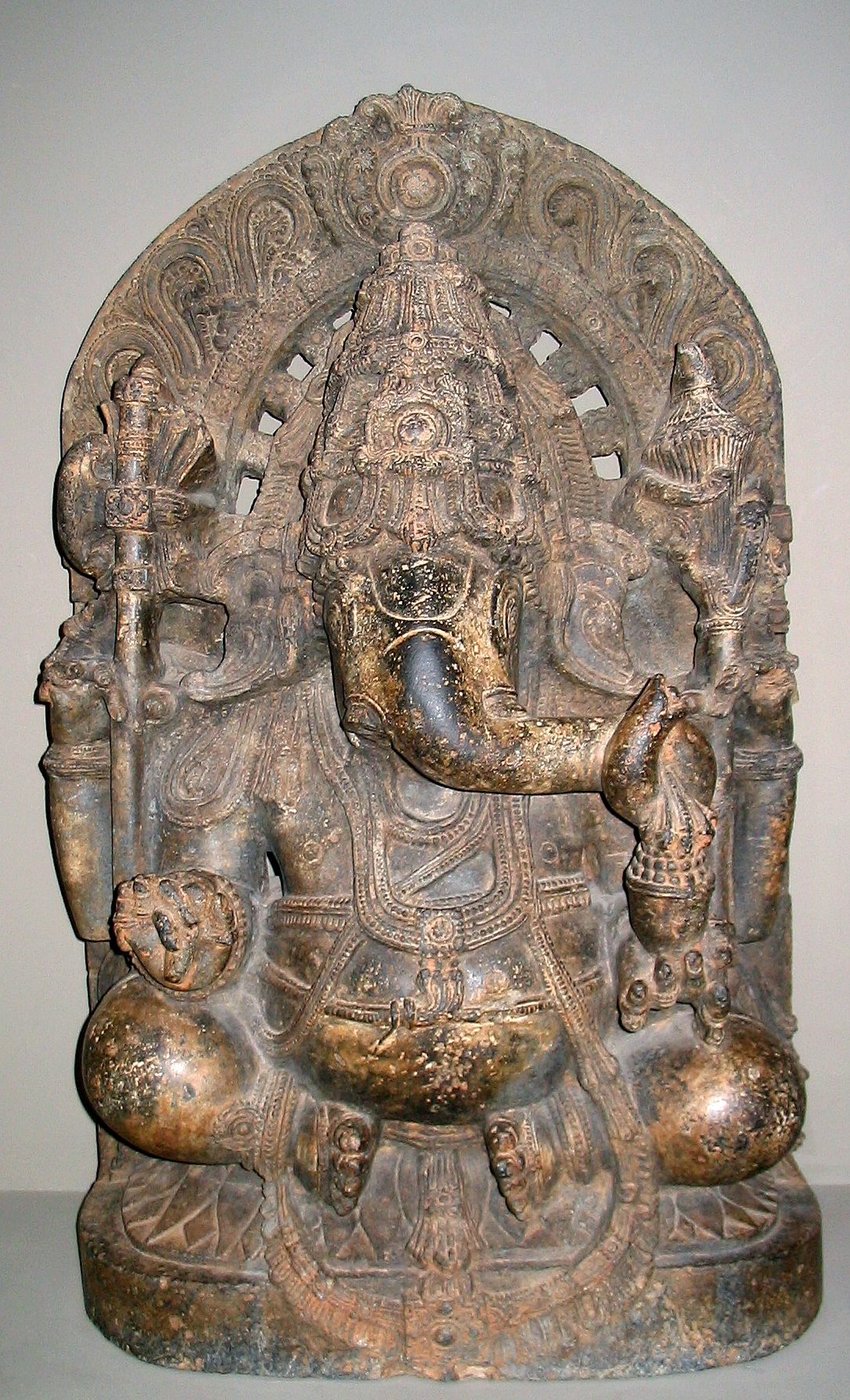
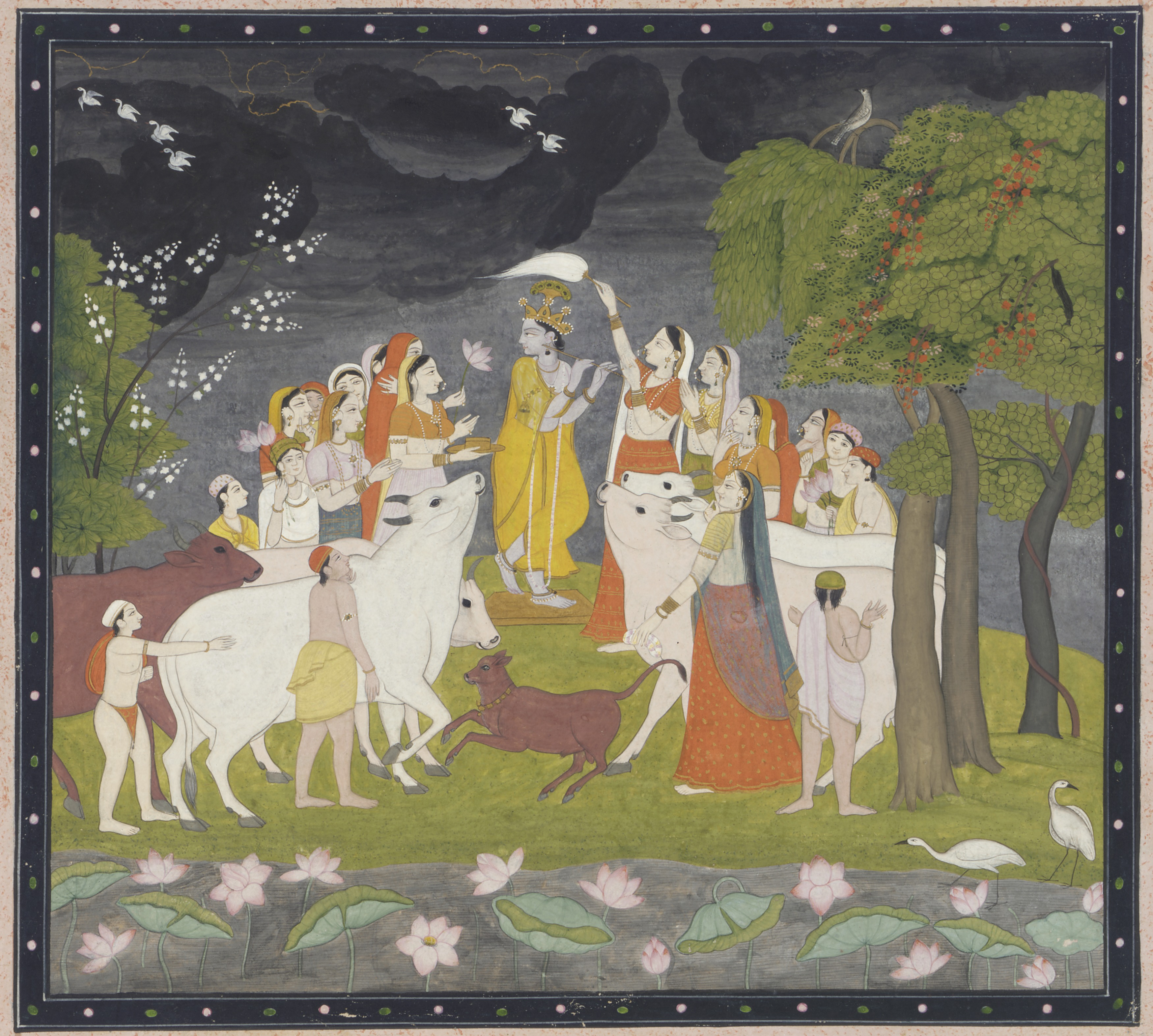
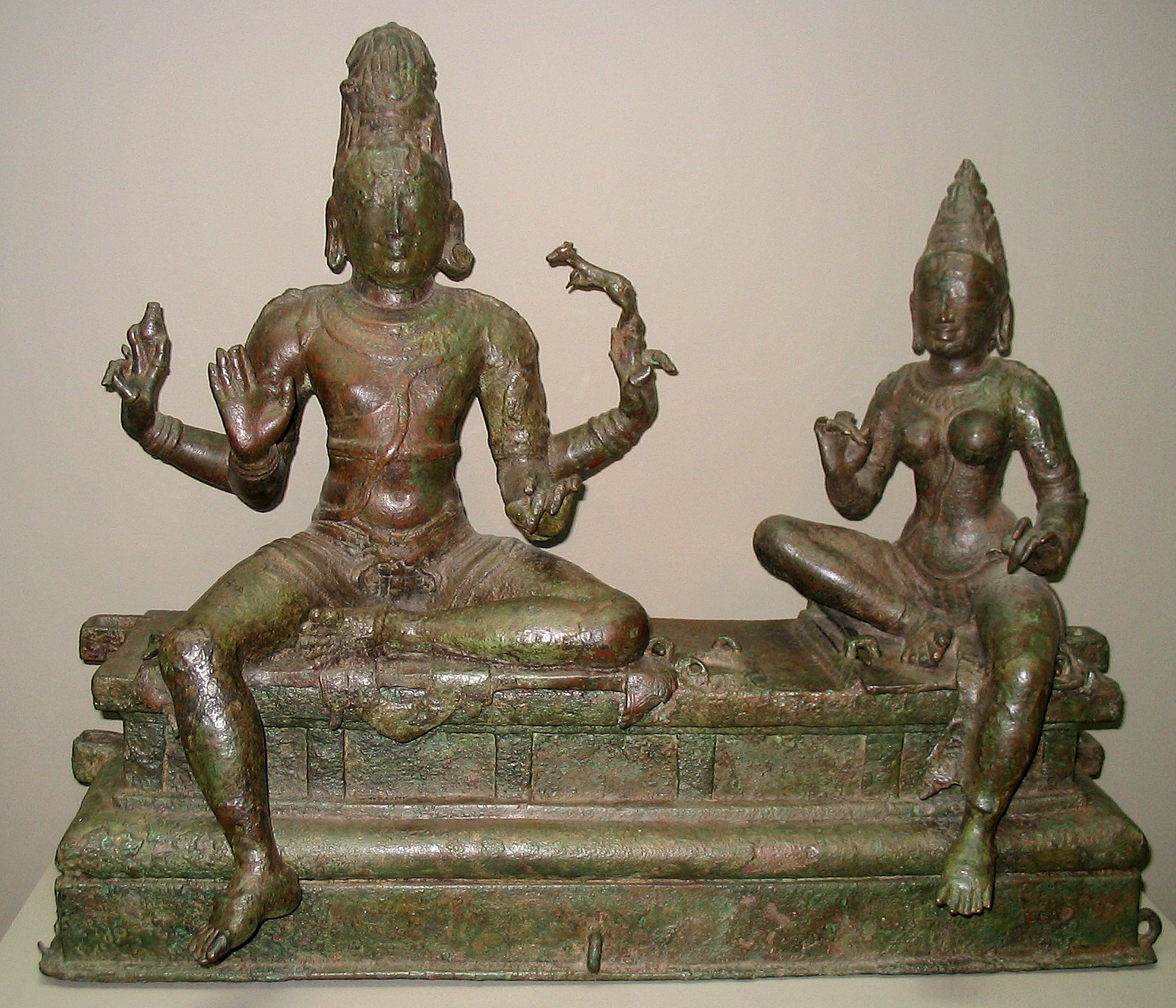
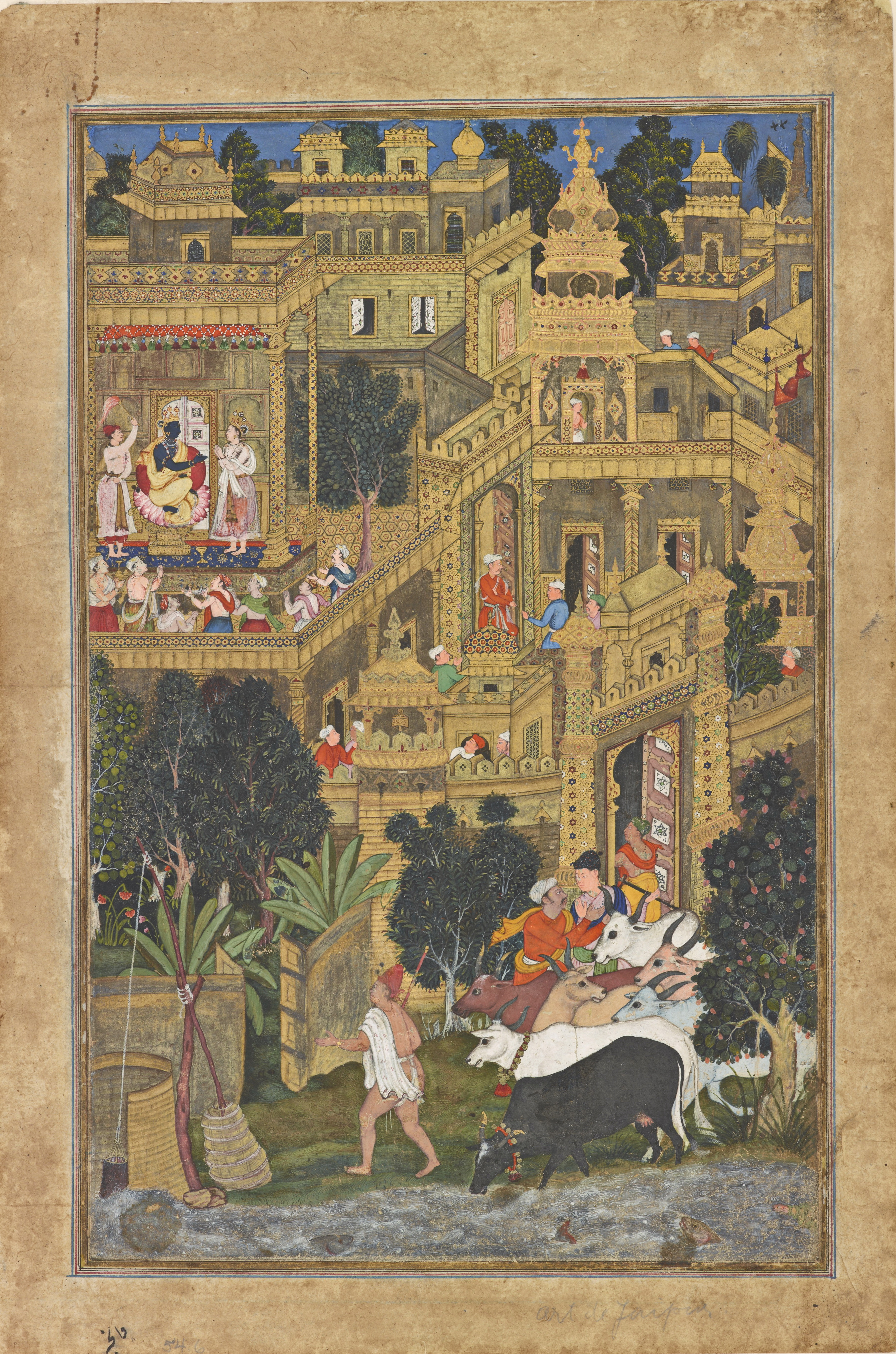

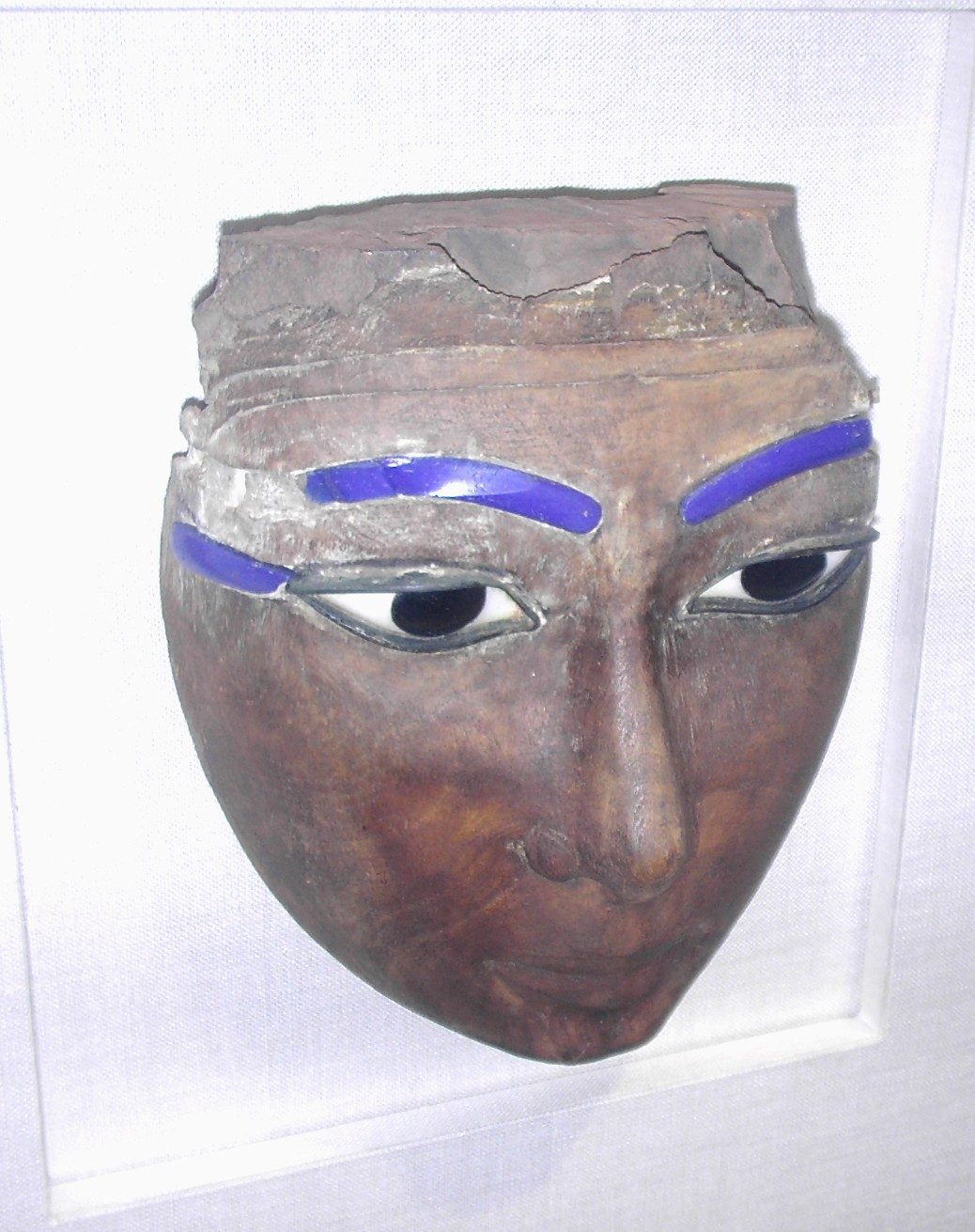
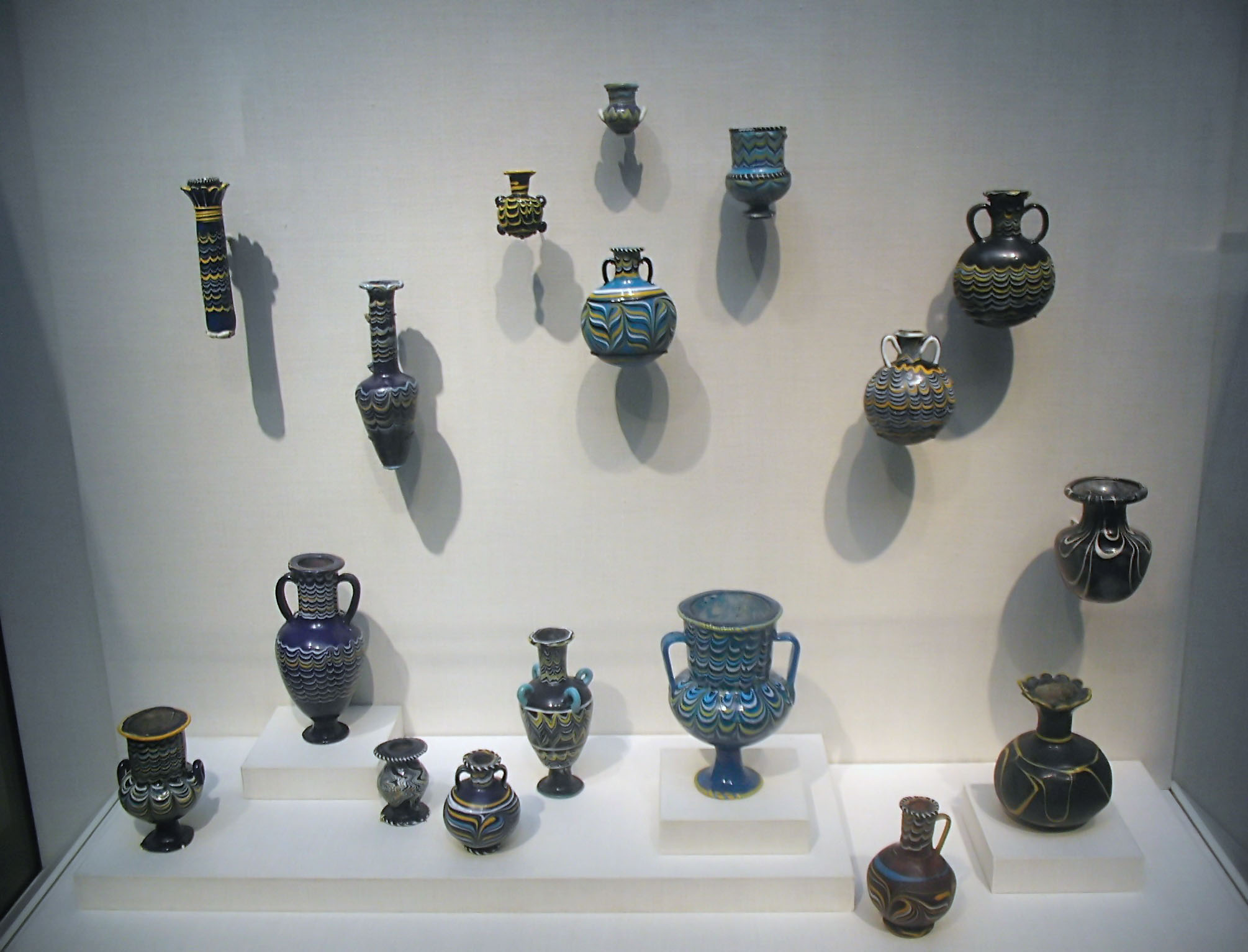

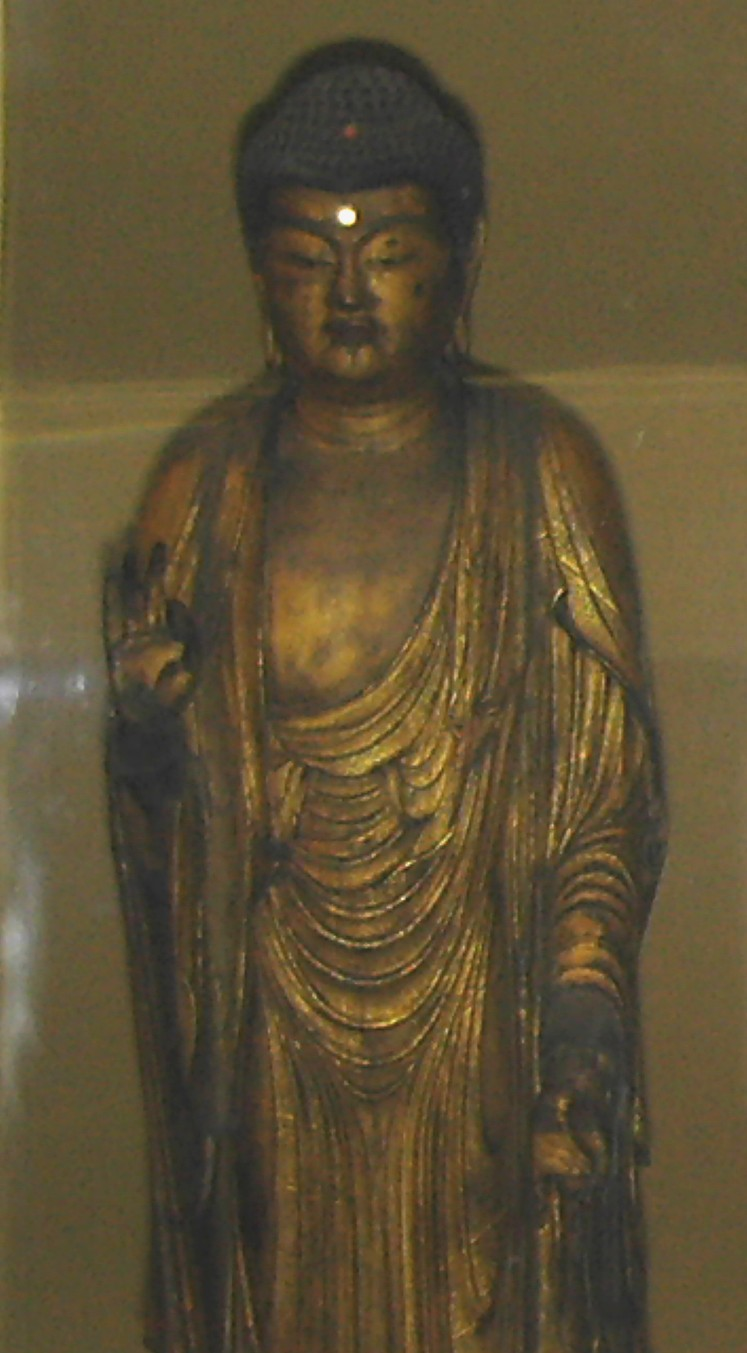
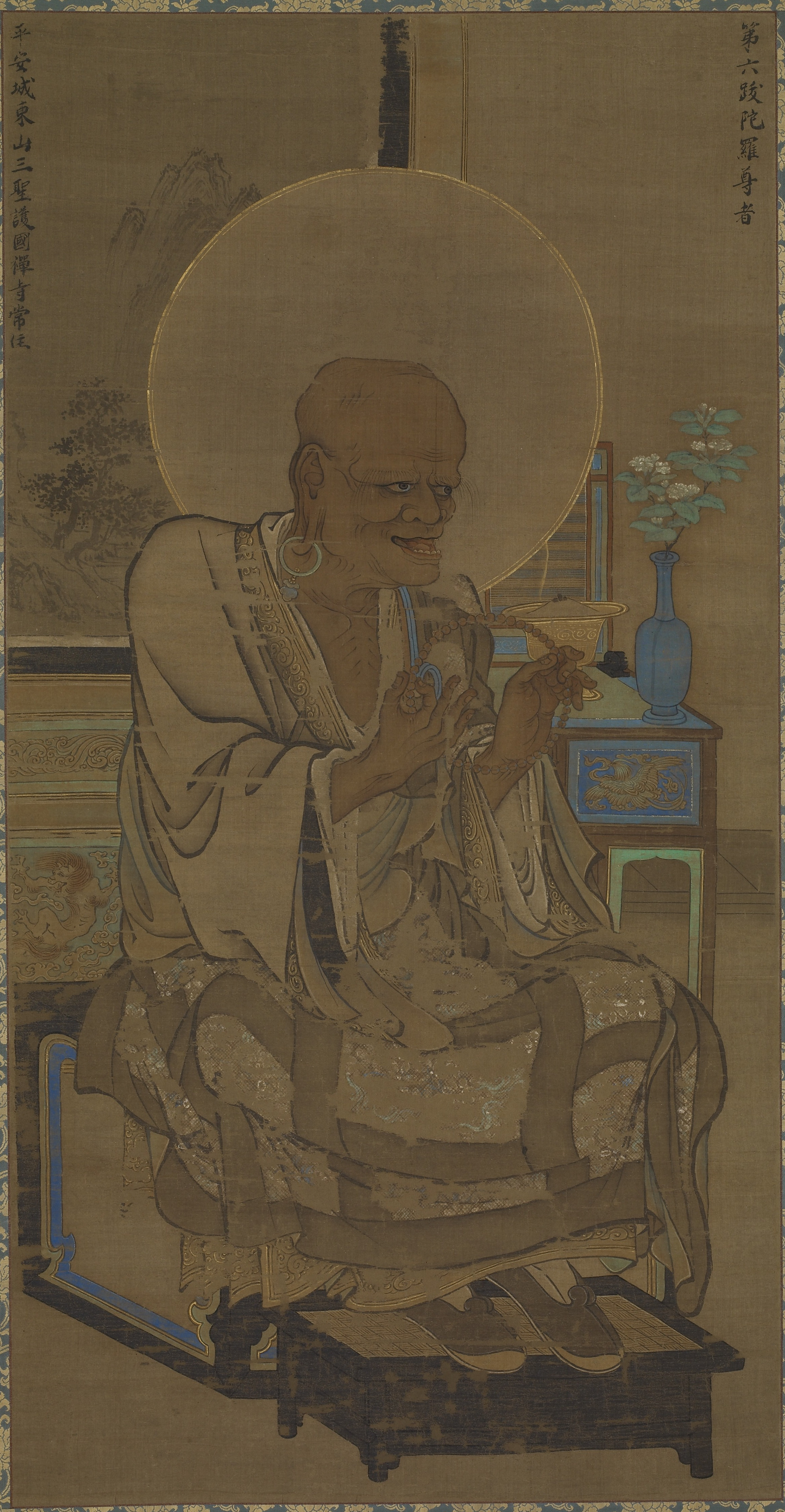
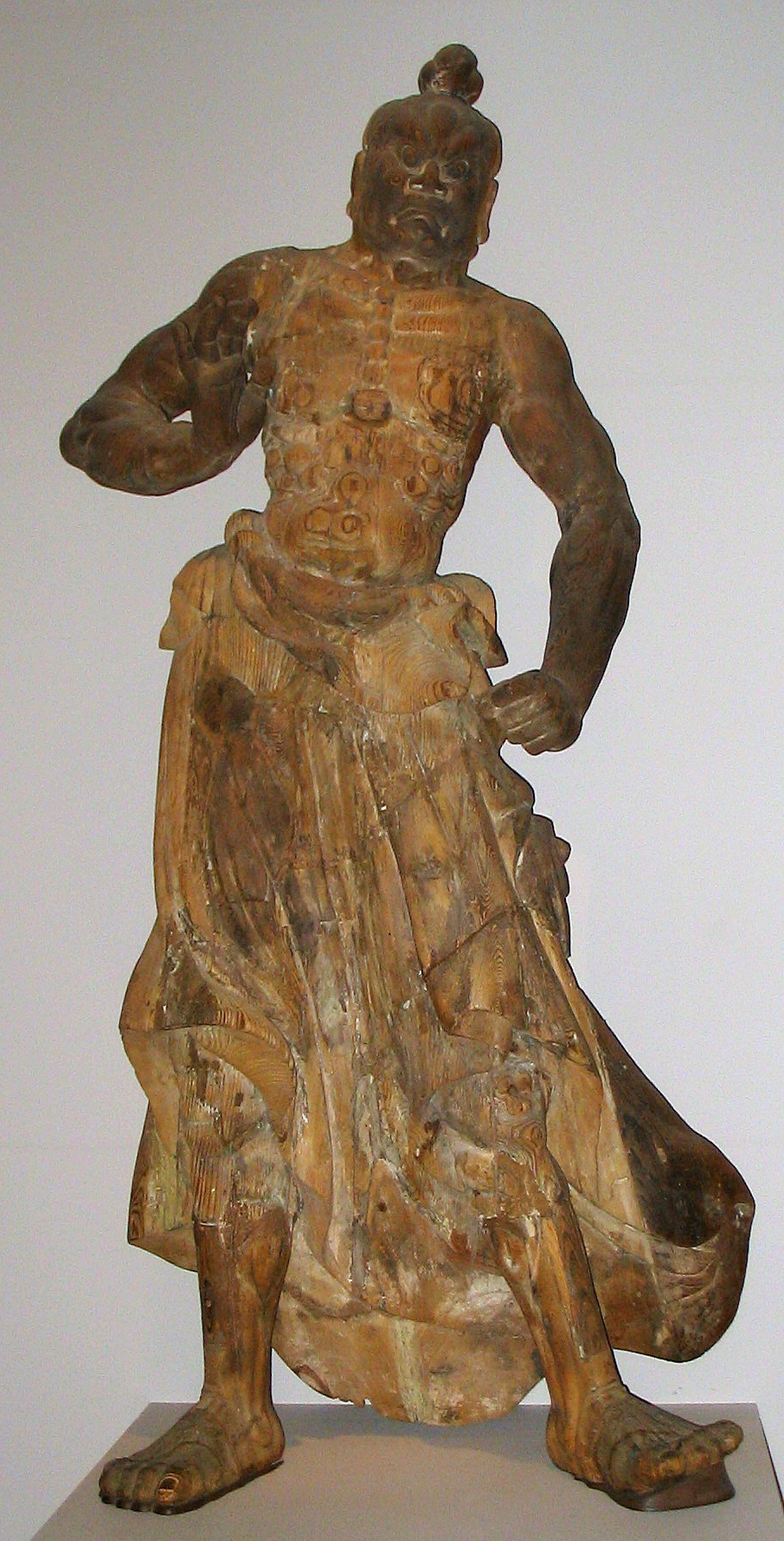

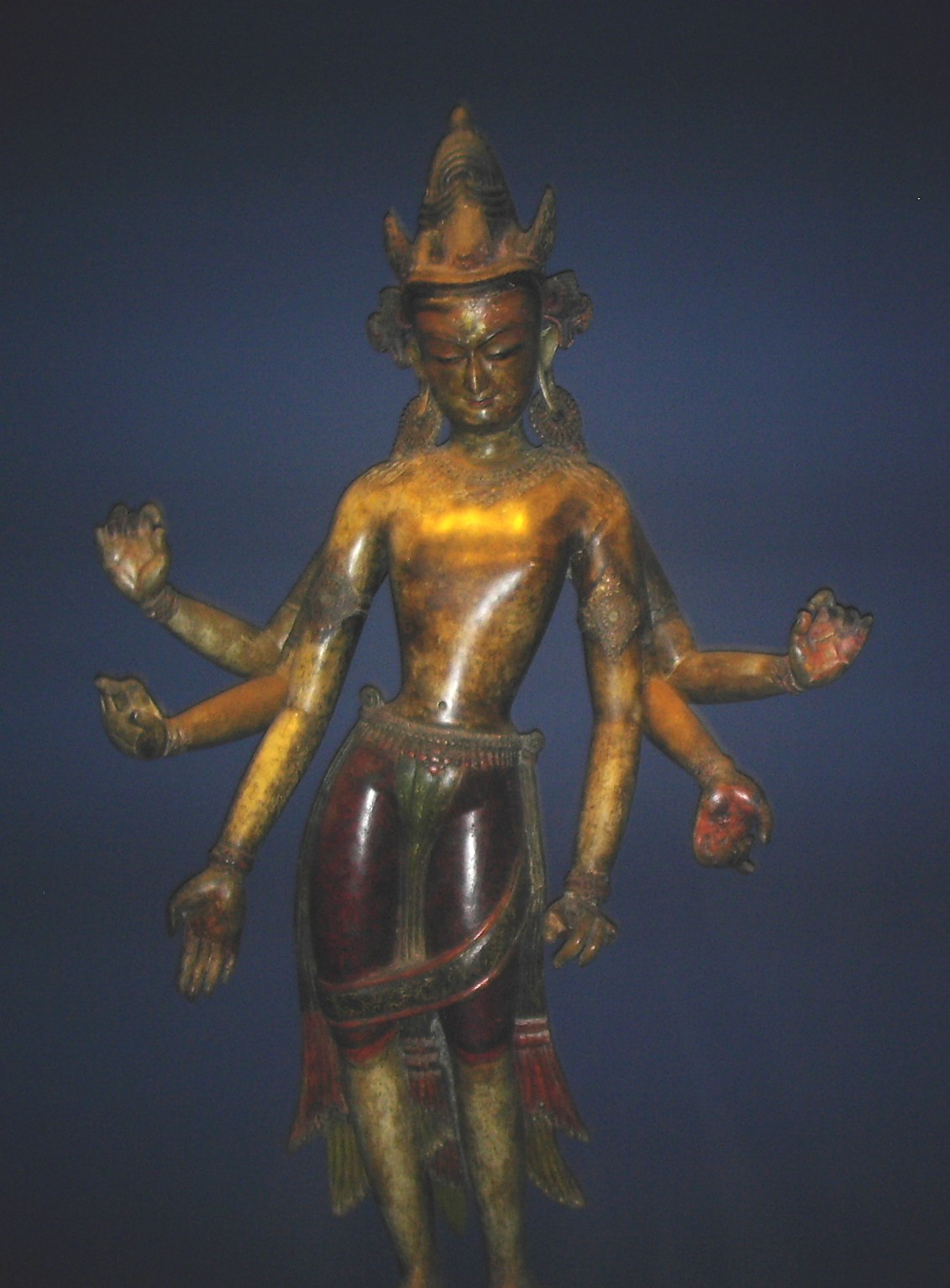

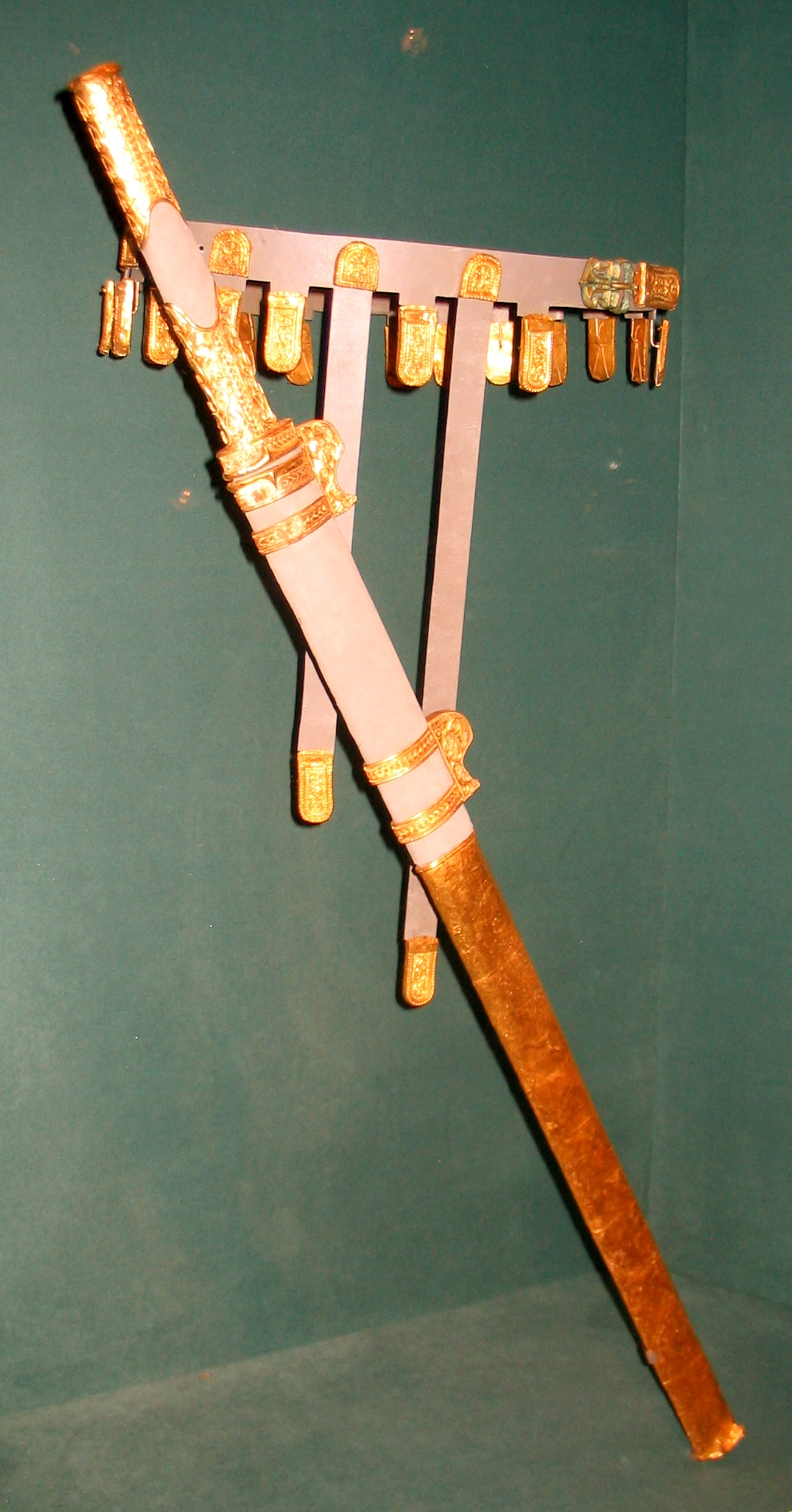
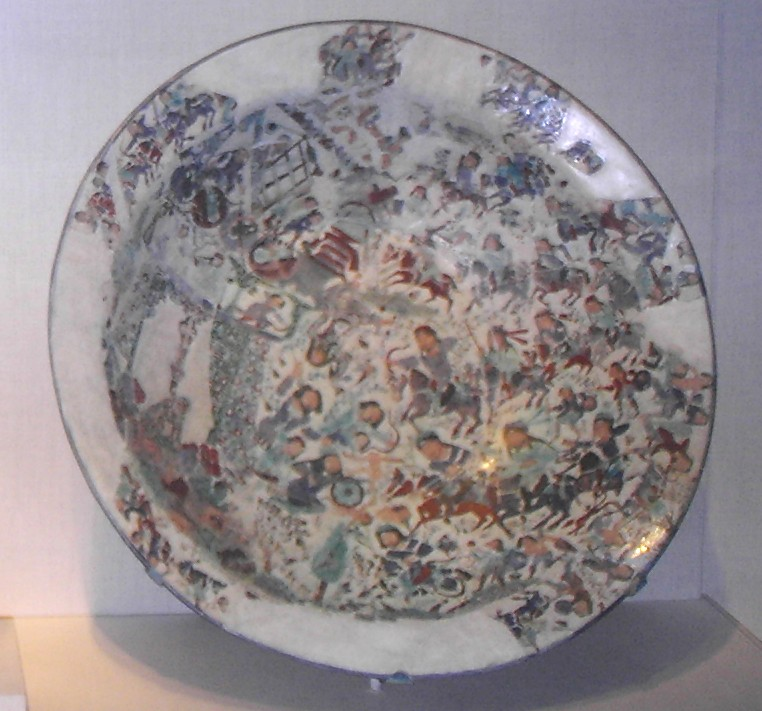
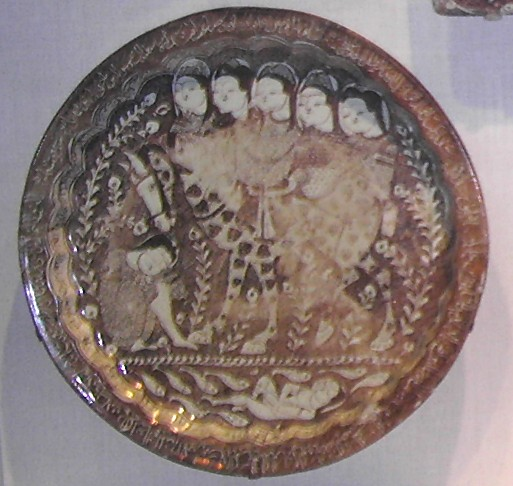

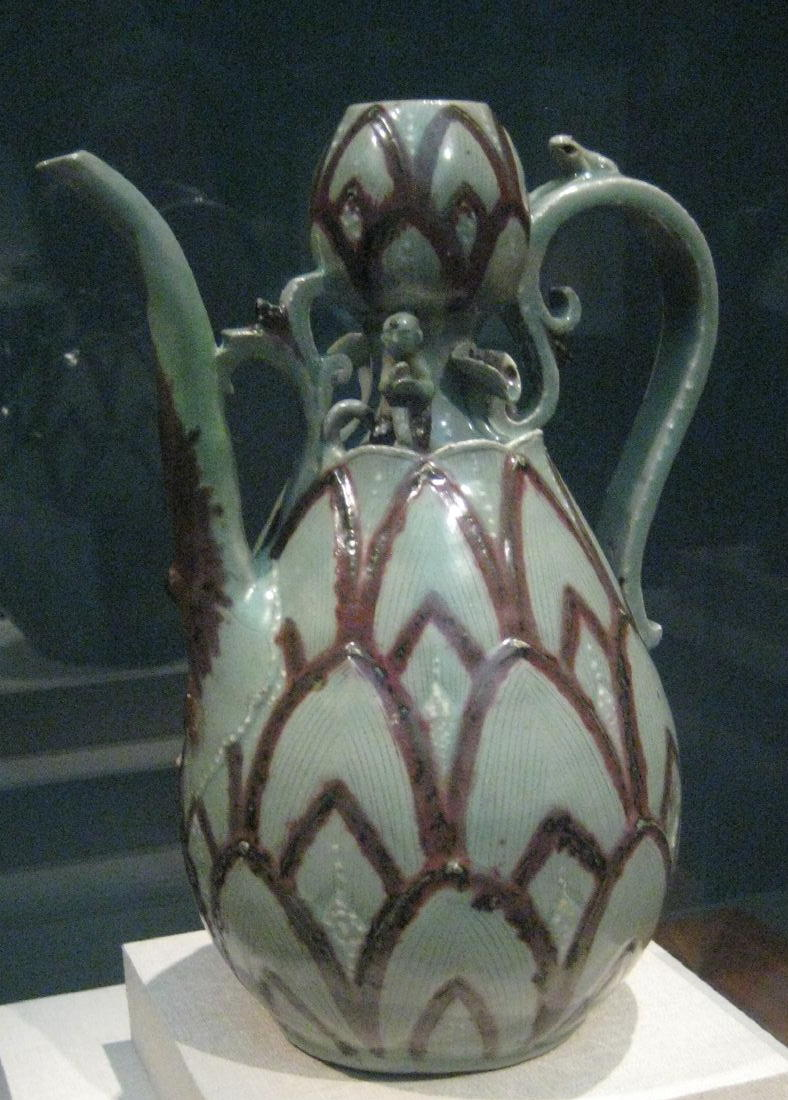
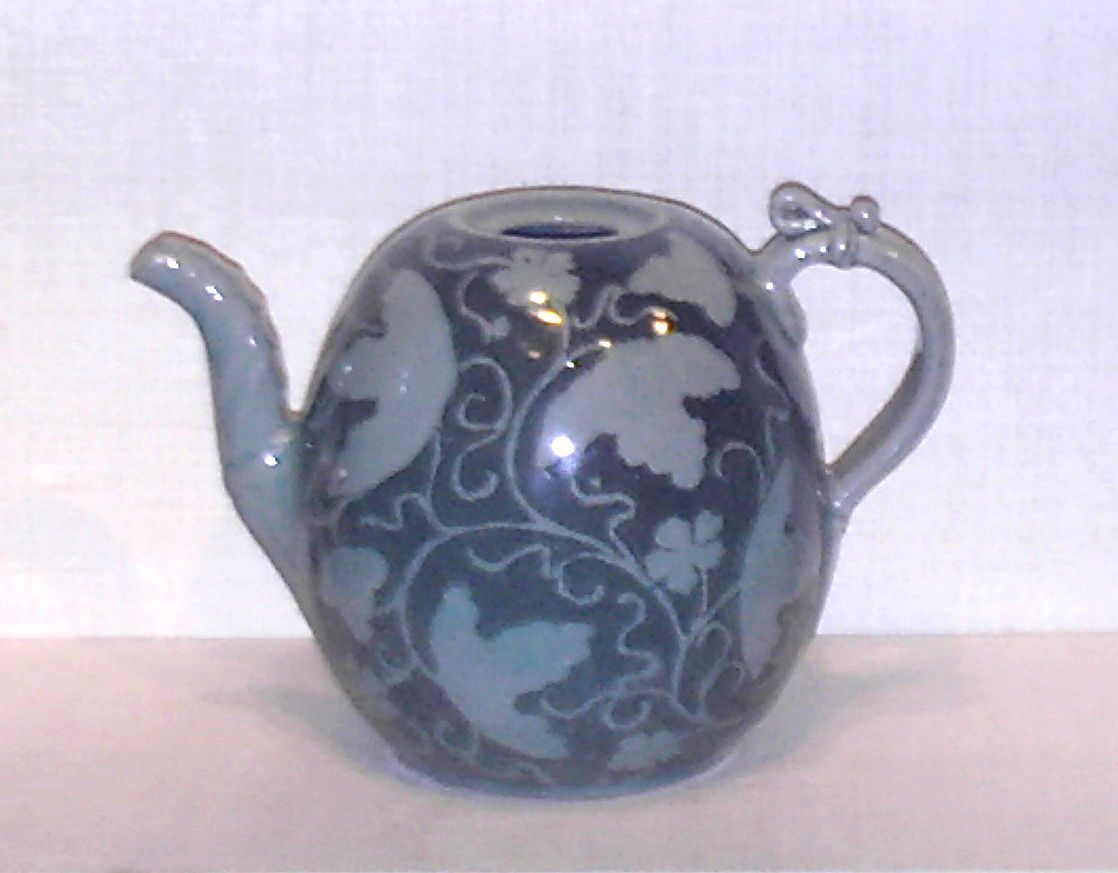

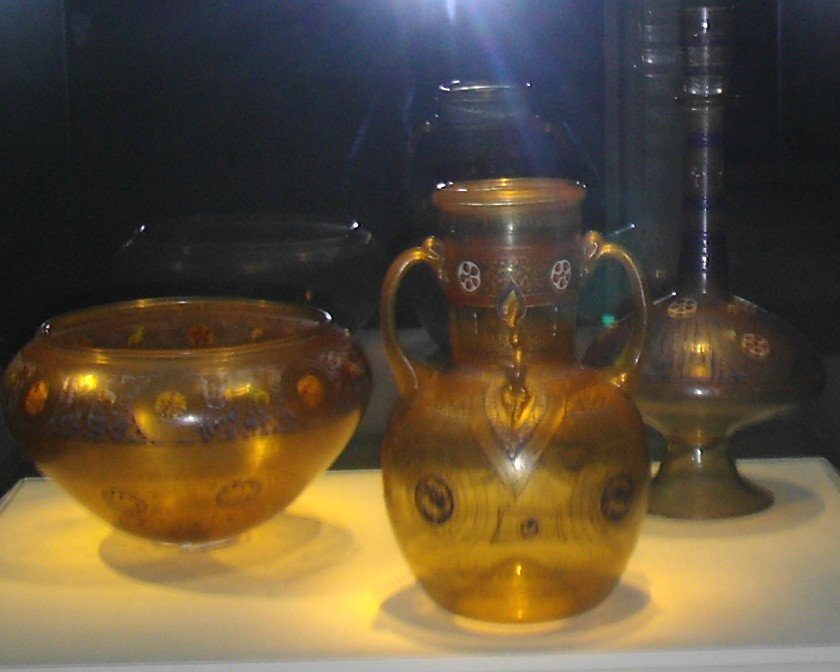

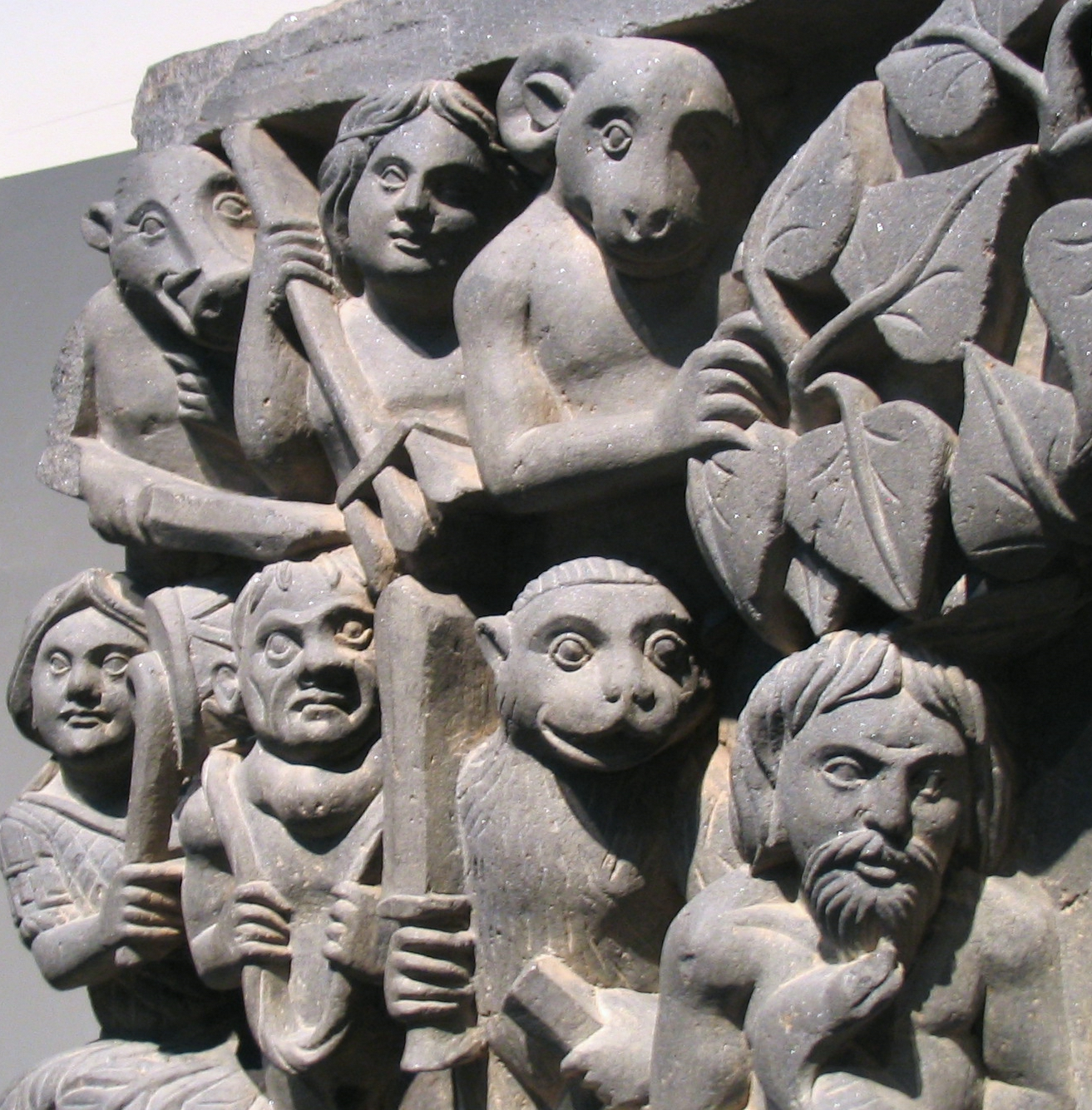
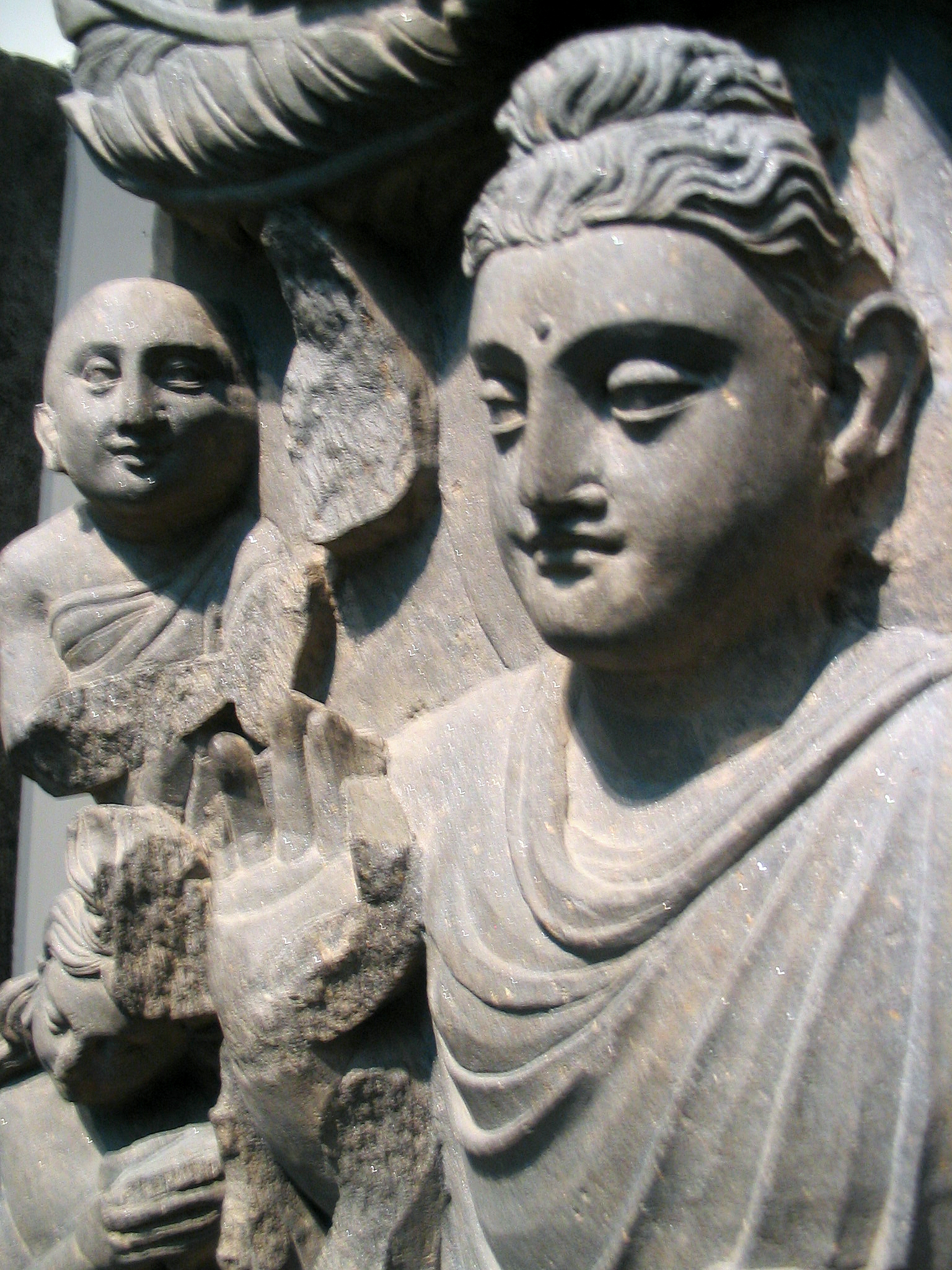
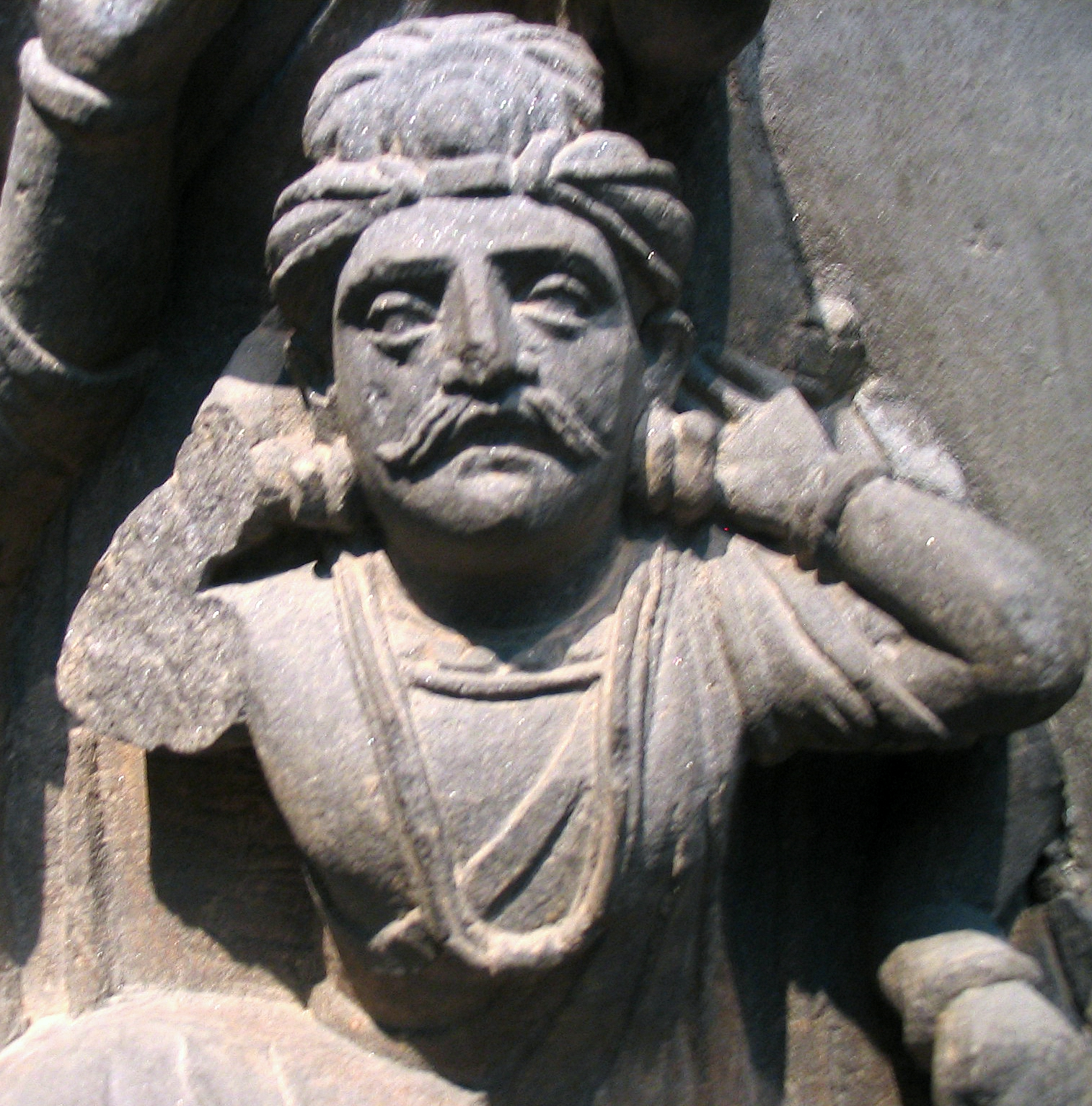

China
Indien
Ägypten
Japan
Nepal
Persien
Korea
Syrien
Kuschan